# Brown (Familienname)
Brown ist ein englischer Familienname.

## Herkunft und Bedeutung
Der Name ist die englische Entsprechung des deutschen Namens Braun.

## Varianten
- Browne, Broun

## Namensträger

### A
- A. H. Brown (Albert Holmes Brown; 1823–1910), US-amerikanischer Politiker (Demokratische Partei)
- A. J. Brown (Arthur Juan Brown; * 1997), US-amerikanischer American-Football-Spieler
- Aaliyah Brown (* 1995), US-amerikanische Leichtathletin
- Aaron Brown (Leichtathlet) (* 1992), kanadischer Sprinter
- Aaron Brown (Fußballspieler, 2005) (* 2005), schottischer Fußballspieler
- Aaron Brown (Mathematiker), US-amerikanischer Mathematiker
- Aaron V. Brown (1795–1859), US-amerikanischer Politiker
- Ada Brown (1890–1950), US-amerikanische Bluessängerin
- Adam Brown (Eishockeyspieler) (1920–1960), kanadischer Eishockeyspieler
- Adam Brown (Schauspieler) (* 1980), britischer Schauspieler, Comedian und Pantomime
- Adam Brown (Fußballspieler, 1987) (* 1987), englischer Fußballspieler
- Adam Brown (Fußballspieler, 1995) (* 1995), schottischer Fußballspieler
- Adam Brown (Schwimmer) (* 1989), britischer Schwimmer
- Adanaca Brown (* 1993), bahamaische Leichtathletin
- Addison Brown (1830–1913), US-amerikanischer Richter und Botaniker
- Adrian John Brown (1852–1919), britischer Biochemiker
- Agnes Henderson Brown (1866–1943), schottisch-britische Suffragette und Schriftstellerin
- Aja Brown (* 1982), US-amerikanische Politikerin
- Akeene Brown (* 1992), barbadischer Fußballspieler
- Al Brown (1939–2023), US-amerikanischer Schauspieler
- Alan Brown (Fußballspieler, 1914) (1914–1996), englischer Fußballspieler und -trainer
- Alan Brown (Rennfahrer) (1919–2004), britischer Rennfahrer
- Alan Brown (Cricketspieler, 1933) (* 1933), englischer Cricketspieler
- Alan Brown (Cricketspieler, 1935) (* 1935), englischer Cricketspieler
- Alan Brown (Fußballspieler, 1937) (* 1937), englischer Fußballspieler
- Alan Brown (Politiker, 1946) (* 1946), australischer Politiker
- Alan Brown (Dartspieler) (* 1956), schottischer Dartspieler
- Alan Brown (Fußballspieler, 1959) (* 1959), englischer Fußballspieler
- Alan Brown (Politiker, 1970) (* 1970), schottischer Politiker
- Alan A. Brown (1928–2010), ungarisch-US-amerikanischer Wirtschaftswissenschaftler
- Alan Grahame Brown (1913–1972), britischer Politiker
- Alan L. Brown (1939–2023), US-amerikanischer Schauspieler, siehe Al Brown
- Alan Whitney Brown (* 1952), US-amerikanischer Comedian
- Albert Brown (Fußballspieler, 1862) (1862–1930), englischer Fußballspieler
- Albert Brown (Fußballspieler, 1879) (1879–1955), englischer Fußballspieler
- Albert Brown (Fußballspieler, 1895) (1895–??), englischer Fußballspieler
- Albert Brown (Snookerspieler) (1911–1995), englischer Snooker- und Cricketspieler
- Albert E. Brown (1889–1984), US-amerikanischer Generalmajor
- Albert G. Brown (1813–1880), US-amerikanischer Politiker
- Albert O. Brown (1853–1937), US-amerikanischer Politiker
- Alec Brown (1908–1995), englischer Snookerspieler
- Alice Brown (Schriftstellerin) (1856–1948), US-amerikanische Schriftstellerin
- Alice Brown (Leichtathletin) (* 1960), US-amerikanische Leichtathletin
- Alice Brown Chittenden (1859–1944), US-amerikanische Malerin
- Alice Brown (Professorin) (* 1946), schottische Professorin für Politik, Hochschulkanzlerin
- Alice Dalton Brown (* 1939), US-amerikanische Malerin
- Alicia Brown (* 1990), kanadische Leichtathletin
- Albert Brown (Fußballspieler, 1862) (1862–1930), englischer Fußballspieler
- Albert Brown (Fußballspieler, 1879) (1879–1955), englischer Fußballspieler
- Albert Brown (Fußballspieler, 1895) (1895–??), englischer Fußballspieler
- Albert Brown (Snookerspieler) (1911–1995), englischer Snooker- und Cricketspieler
- Albert E. Brown (1889–1984), US-amerikanischer Generalmajor
- Albert G. Brown (1813–1880), US-amerikanischer Politiker
- Albert O. Brown (1853–1937), US-amerikanischer Politiker
- Alex Brown (Schauspieler) (Alex A. Brown), US-amerikanischer Schauspieler und Stuntman
- Alex Brown (Musiker) (1950–2007), US-amerikanischer Musiker
- Alex Brown (Produzent) (* 1976), kanadischer Filmproduzent
- Alex Brown (Fußballspieler, 1978) (* 1978), liberianischer Fußballspieler
- Alex Brown (Footballspieler, 1979) (Alex James Brown; * 1979), US-amerikanischer American-Football-Spieler (Defensive End, Chicago Bears)
- Alex Brown (Rugbyspieler, 1979) (* 1979), US-amerikanischer Rugby-Union-Spieler (Lock, Gloucester RFC)
- Alex Brown (Fußballspieler, 1984) (* 1984), englischer Fußballspieler
- Alex Brown (Rugbyspieler, 1989) (* 1989), US-amerikanischer Rugby-Union-Spieler (Prop, Exeter Chiefs)
- Alex Brown (Fußballspieler, 1992) (* 1992), englischer Fußballspieler
- Alex Brown (Footballspieler, 1997) (* 1997), US-amerikanischer American-Football-Spieler (Defensive Back, New York Jets)
- Alexander Brown (Autor) (1843–1906), US-amerikanischer Autor
- Alexander Crum Brown (1838–1922), schottischer Chemiker
- Alexander Brown (Mathematiker) (1877–1947), schottischer Mathematiker
- Alfred Brown (Designer), britischer Designer und Bildhauer
- Alfred Brown (Politiker) (1836–1919), US-amerikanischer Politiker
- Alfred Brown (Schauspieler) (1897–1978), britischer Schauspieler
- Alfred Radcliffe-Brown (1881–1955), britischer Anthropologe
- Alfredo Brown (Fußballspieler) (1886–1958), argentinischer Fußballspieler
- Alfredo Jones Brown (1876–1950), uruguayischer Architekt
- Alison Brown (* 1962), US-amerikanische Musikerin
- Allan Brown (Fußballspieler) (1926–2011), schottischer Fußballspieler und -trainer
- Allan Brown (Wasserballspieler) (* 1937), südafrikanischer Wasserballspieler
- Alphonse Brown (Schriftsteller) (1841–1902), französischer Schriftsteller
- Alphonse Brown, Pseudonym des französischen Schauspielers, Musikers und Komikers Michaël Youn (* 1973)
- Alvin Brown (* 1962), US-amerikanischer Politiker
- Amanda Brown (Tennisspielerin) (* 1965), britische Tennisspielerin
- Amanda Brown (Musikerin) (* 1965), australische Musikerin und Komponistin
- Amanda Brown (Autorin), US-amerikanische Schriftstellerin, Drehbuchautorin und Schauspielerin
- Amanda Brown (Sängerin) (* 1985), US-amerikanische Singer-Songwriterin
- Amanda Brown (Badminton) (* 1991), neuseeländische Badmintonspielerin
- Amelda Brown (* 1954), britische Schauspielerin
- Amoi Brown (* 1999), jamaikanische Hürdenläuferin
- Amoy Brown (* 1996), jamaikanischer Fußballspieler
- Andre Brown (* 1990), kanadischer Volleyballspieler
- Andre Rosey Brown (1956–2006), US-amerikanischer Schauspieler
- Andrea Lauren Brown (* 1973), US-amerikanische Sängerin (Sopran)
- Andrew Brown (Industrieller), schottisch-australischer Industrieller
- Andrew Brown (Fußballfunktionär) (1870–1948), schottischer Fußballfunktionär
- Andrew Brown (Klarinettist) (1900–1960), US-amerikanischer Klarinettist
- Andrew Brown (Journalist) (* 1955), britischer Journalist
- Andrew Brown (Schriftsteller) (* 1966), südafrikanischer Schriftsteller
- Andrew Brown (Segler) (* 1977), neuseeländischer Segler
- Andrew Brown (Dartspieler), englischer Dartspieler
- Andrew Brown (Schachspieler) (* 1992), australischer Schachspieler
- Andy Brown (Fußballspieler, 1865) (1865–1904), schottischer Fußballspieler
- Andy Brown (Fußballspieler, 1915) (1915–1973), schottischer Fußballspieler
- Andy Brown (Eishockeyspieler) (* 1944), kanadischer Eishockeyspieler
- Andy Brown (Musiker) (1962–2012), simbabwischer Musiker
- Andy Brown (Fußballspieler, 1963) (* 1963), englischer Fußballspieler
- Andy Brown (Fußballspieler, 1976) (* 1976), schottischer Fußballspieler
- Andy Brown (Rugbyspieler) (* 1981), schottischer Rugby-League-Spieler
- Andy Brown (Dartspieler), englischer Dartspieler
- Andy Brown (Spezialeffektkünstler), Spezialeffektkünstler
- Angela Brown (* 1953), US-amerikanische Sängerin
- Ángela Gisela Brown Burke, liechtensteinische Prinzessin, siehe Angela von und zu Liechtenstein
- Angie Brown (* 1963), britische Sängerin
- Angus Brown, australischer Theater- und Filmschauspieler sowie Stand-up-Komiker
- Anne Brown (1912–2009), US-amerikanische Sängerin (Sopran)
- Anson Brown (1800–1840), US-amerikanischer Politiker

- Anthony Brown (Produzent) (Anthony „AB“ Brown; † 2016), US-amerikanischer Gitarrist und Musikproduzent
- Anthony Brown (Jazzmusiker), US-amerikanischer Jazzmusiker
- Anthony Brown (Gospelmusiker) (* 1981), US-amerikanischer Gospelmusiker
- Anthony G. Brown (* 1961), US-amerikanischer Politiker
- Anthony Brown (Astronom) (* 12. Mai 1969), niederländischer Wissenschaftler
- Anthony Brown (Footballspieler) (* 2000/2001), US-amerikanischer American-Football-Spieler
- Anthony Brown (Footballspieler, 1993) (* 1993), US-amerikanischer American-Football-Spieler
- Anthony Brown (Footballspieler, 1998) (* 1998), US-amerikanischer American-Football-Spieler
- Antonio Brown (* 1988), US-amerikanischer American-Football-Spieler
- Archibald Brown (1862–1948), US-amerikanischer Architekt
- Archie Brown (Rugbyspieler) (Archibald Brown; 1890–1967), walisischer Rugby-Union- und Rugby-League-Spieler
- Archie Brown (Politikwissenschaftler) (Archibald Haworth Brown; * 1938), britischer Politikwissenschaftler
- Archie Brown (Fußballspieler) (Archibald Norman Brown; * 2002), englischer Fußballspieler
- Archie Scott-Brown (William Archibald Scott-Brown; 1927–1958), britischer Autorennfahrer
- Ari Brown (* 1944), US-amerikanischer Saxophonist
- Arnesby Brown (1866–1955), britischer Landschaftsmaler
- Arnie Brown (1942–2019), kanadischer Eishockeyspieler und -trainer
- Arran Brown (* 1985), südafrikanischer Radrennfahrer
- Arthur Brown (Politiker) (1843–1906), US-amerikanischer Politiker (Utah)
- Arthur Brown (Fußballspieler, 1858) (1858–1909), englischer Fußballspieler
- Arthur Brown (Architekt) (1874–1957), US-amerikanischer Architekt
- Arthur Brown (Fußballspieler, 1885) (1885–1944), englischer Fußballspieler
- Arthur Brown (Fußballspieler, 1888) (1888–1932), englischer Fußballspieler
- Arthur Brown (Fußballspieler, 1896) (1896–1974), englischer Fußballspieler
- Arthur Brown (Fußballspieler, 1903) (1903–1971), walisischer Fußballspieler
- Arthur Brown (Musiker) (* 1942), britischer Rock-'n’-Roll-Sänger
- Arthur Durrant Brown († 2011), kanadischer Bischof
- Arthur E. Brown (* 1929), US-amerikanischer General der US Army
- Arthur Erwin Brown (1850–1910), US-amerikanischer Zoodirektor und Zoologe
- Arthur Brown (Footballspieler, 1990) (* 1990), US-amerikanischer American-Football-Spieler
- Arthur Juan Brown (* 1997), US-amerikanischer American-Football-Spieler, siehe A. J. Brown
- Arthur Roy Brown (1893–1944), kanadischer Jagdflieger
- Arthur Whitten Brown (1886–1948), US-amerikanischer Navigator
- Ashley Smith-Brown (* 1996), englischer Fußballspieler
- Audrey Brown (1913–2005), britische Sprinterin

### B
- B. Gratz Brown (Benjamin Gratz Brown; 1826–1885), US-amerikanischer Politiker
- Bailey Michelle Brown (* 2006), US-amerikanische Schauspielerin

- Barbara Brown (Eiskunstläuferin) (* 1953), US-amerikanische Eiskunstläuferin
- Barbara Brown (Leichtathletin) (1941–1969), US-amerikanische Leichtathletin
- Barbara Brown (Psychologin) (1921–1999), US-amerikanische Psychologin
- Barbara Brown (Schauspielerin) (1901–1975), US-amerikanische Schauspielerin
- Barbara Brown (* 1975), italienische DJ und Musikproduzentin, siehe Misstress Barbara
- Barbara Elaine Ruth Brown (1929–2019), US-amerikanische Biologin und Philanthropin
- Barbara Brown Taylor (* 1951), US-amerikanische Geistliche, Hochschullehrerin, Theologin und Autorin
- Barbara Illingworth Brown (1924–2016), US-amerikanische Biochemikerin
- Barnum Brown (1873–1963), US-amerikanischer Paläontologe
- Barrett Brown (* 1981), US-amerikanischer Journalist, Autor und Whistleblower
- Barry Brown (Volleyballspieler) (* 1934), US-amerikanischer Volleyballspieler
- Barry Brown (Schauspieler) (1951–1978), US-amerikanischer Schauspieler
- Barry Alexander Brown (* 1960), US-amerikanischer Regisseur und Filmeditor
- Bedford Brown (1795–1870), US-amerikanischer Politiker
- Ben Brown (Autor) (* 1962), neuseeländischer Schriftsteller, Dichter, Performer und Herausgeber
- Ben Brown (Kanute) (* 1986), britischer Kanu-Weltmeister, Filmemacher und Videoblogger
- Benita Fitzgerald-Brown (* 1961), US-amerikanische Hürdenläuferin
- Benjamin Brown (Politiker) (1756–1831), US-amerikanischer Politiker
- Benjamin Brown (Soldat) (1859–1910), US-amerikanischer Soldat
- Benjamin Brown (Maler) (Benjamin Chambers Brown; 1865–1942), US-amerikanischer Maler
- Benjamin Brown (Musiker) (* 1952), US-amerikanischer Jazzmusiker
- Benjamin Brown (Schauspieler) (* 1968), US-amerikanischer Schauspieler
- Benny Brown (1953–1996), US-amerikanischer Sprinter
- Benny Brown (Trompeter) (* 1983), deutscher Jazzmusiker
- Bernard B. Brown (1898–1981), US-amerikanischer Komponist und Filmtechniker
- Bessie Brown (1895–1955), US-amerikanische Jazzsängerin
- Beth Brown (1969–2008), US-amerikanische Astrophysikerin
- Big Brown (1920–1980), amerikanischer (Straßen-)Poet, Performer und Musiker
- Bill Brown (Leichtathlet, 1878) (1878–1980), britischer Geher
- Bill Brown (Musiker) (1895–??), US-amerikanischer Musiker und Bandleader
- Bill Brown (Fußballspieler, 1902) (1902–1985), schottischer Fußballspieler
- Bill Brown (Fußballspieler, 1907) (1907–1976), englischer Fußballspieler
- Bill Brown (Cricketspieler) (1912–2008), australischer Cricketspieler
- Bill Brown (Fußballspieler, 1920) (1920–1982), englischer Fußballspieler
- Bill Brown (Basketballspieler) (1922–2007), US-amerikanischer Basketballspieler
- Bill Brown (Leichtathlet, 1925) (1925–2018), US-amerikanischer Mittelstreckenläufer
- Bill Brown (Fußballspieler, 1931) (1931–2004), schottischer Fußballspieler
- Bill Brown (Komponist) (* 1969), US-amerikanischer Komponist
- Bill Brown (Literaturwissenschaftler), US-amerikanischer Literaturwissenschaftler
- Bille Brown (1952–2013), australischer Schauspieler
- Billy Brown (Fußballspieler, 1900) (1900–1985), englischer Fußballspieler
- Billy Brown (Fußballspieler, 1910) (1910–1993), englischer Fußballspieler
- Billy Brown (Leichtathlet) (1918–2002), US-amerikanischer Dreispringer
- Billy Brown (Musiker) (1929–2009), US-amerikanischer Musiker
- Billy Brown (Fußballspieler, 1950) (* 1950), schottischer Fußballspieler und -trainer
- Billy Brown (Schauspieler) (* 1970), US-amerikanischer Schauspieler
- Billy Brown (Drehbuchautor), Drehbuchautor und Filmproduzent
- Billy Brown (Snookerspieler), britischer Snookerspieler
- Billy Aaron Brown (* 1981), US-amerikanischer Schauspieler
- Blair Brown (* 1946), US-amerikanische Schauspielerin
- Blair Brown (Volleyballspielerin) (Blair Brown Lipsitz; * 1988), US-amerikanische Volleyballspielerin und -trainerin
- Blair Brown (Footballspieler) (* 1994), US-amerikanischer American-Football-Spieler
- Blanco Brown (* 1988), US-amerikanischer Sänger und Musikproduzent
- Bob Brown (Fußballspieler, 1869) (Robert Brown; 1869–nach 1901), englischer Fußballspieler
- Bob Brown (Fußballspieler, 1870) (Robert Neilson Brown; 1870–1943), schottischer Fußballspieler
- Bob Brown (Fußballspieler, 1895) (Robert Samuel Brown; 1895–1980), englischer Fußballspieler
- Bob Brown (Rennfahrer) (1930–1960), australischer Motorradrennfahrer
- Bob Brown (Politiker, 1933) (Robert James Brown; * 1933), australischer Politiker (Labour Party)
- Bob Brown (Wrestler) (Robert Harold Brown; 1938–1997), kanadischer Wrestler
- Bob Brown (Footballspieler, 1940) (Robert Eddie Brown; 1940–1998), US-amerikanischer American-Football-Spieler (Defensive End)
- Bob Brown (Footballspieler, 1941) (Robert Stanford Brown; 1941–2023), US-amerikanischer American-Football-Spieler (Offensive Tackle)
- Bob Brown (Politiker, 1944) (Robert James Brown; * 1944), australischer Politiker (Australian Greens)
- Bobbi Kristina Brown (1993–2015), US-amerikanische Sängerin und Schauspielerin
- Bobby Brown (Fußballspieler, 1887) (1887–??), englischer Fußballspieler
- Bobby Brown (Fußballspieler, 1923) (1923–2020), schottischer Fußballspieler und -trainer
- Bobby Brown (Fußballspieler, 1924) (1924–2005), schottischer Fußballspieler
- Bobby Brown (Fußballspieler, 1931) (1931–2019), schottischer Fußballspieler und -trainer
- Bobby Brown (Musiker) (* 1938), US-amerikanischer Rockabilly- und Rock’n’Roll-Musiker
- Bobby Brown (Fußballspieler, 1940) (* 1940), englischer Fußballspieler und -trainer
- Bobby Brown (Fußballspieler, 1949) (* 1949), englischer Fußballspieler
- Bobby Brown (Fußballspieler, 1953) (* 1953), englischer Fußballspieler
- Bobby Brown (Fußballspieler, 1955) (* 1955), schottischer Fußballspieler
- Bobby Brown (* 1969), US-amerikanischer Sänger
- Bobby Brown (Footballspieler), US-amerikanischer American-Football-Spieler
- Bobby Brown (Basketballspieler) (* 1984), US-amerikanischer Basketballspieler
- Bobby Brown (Freestyle-Skier) (* 1991), US-amerikanischer Freestyle-Skier
- Boyce Brown (1910–1959), US-amerikanischer Jazzmusiker
- Brad Brown (* 1975), kanadischer Eishockeyspieler
- Brandon Keith Brown, US-amerikanischer Dirigent
- Brené Brown (* 1965), US-amerikanische Autorin
- Brennan Brown (* 1968), US-amerikanischer Schauspieler
- Brian Brown (Musiker) (1933–2013), australischer Jazzmusiker
- Brian Brown (Fußballspieler, 1957) (* 1957), schottisch-australischer Fußballspieler und -trainer
- Brian Brown (Hochspringer) (* 1967), US-amerikanischer Hochspringer
- Brian Brown (Basketballspieler) (* 1979), US-amerikanischer Basketballspieler
- Brian Brown (Fußballspieler, 1992) (* 1992), jamaikanischer Fußballspieler
- Brianna Brown (* 1979), US-amerikanische Schauspielerin
- Brittany Brown (* 1995), US-amerikanische Leichtathletin
- Bruce Brown (Dokumentarfilmer) (1937–2017), US-amerikanischer Dokumentarfilmer
- Bruce Brown (Grafikdesigner), britischer Grafikdesigner
- Bruce Brown (Basketballspieler) (* 1996), US-amerikanischer Basketballspieler
- Bryan Brown (Schauspieler) (* 1947), australischer Schauspieler
- Bryan D. Brown (* 1948), US-amerikanischer General
- Bryce Brown (* 1991), US-amerikanischer Footballspieler
- Bryce Cardigan Brown (1920–2008), US-amerikanischer Zoologe
- Bud Brown (1927–2022), US-amerikanischer Politiker
- Buddy Brown (* 1956), US-amerikanischer Springreiter
- Buster Brown (Bluesmusiker) (1911–1976), US-amerikanischer Sänger und Mundharmonikaspieler

### C
- C. J. Brown (Charles James Brown; * 1975), US-amerikanischer Fußballspieler
- Cam Brown (Eishockeyspieler) (Richard Cameron Brown; * 1969), kanadischer Eishockeyspieler
- Cam Brown (Footballspieler) (Cameron Courtney Brown; * 1998), US-amerikanischer American-Football-Spieler
- Cameron Brown (Musiker) (* 1945), US-amerikanischer Jazzbassist
- Cameron Brown (Triathlet) (* 1972), neuseeländischer Triathlet
- Cameron Brown (Fußballspieler) (* 1999), neuseeländischer Fußballtorhüter
- Campbell Brown (1876–??), US-amerikanischer Golfspieler
- Capability Brown (1716–1783), englischer Landschaftsgärtner
- Carl Brown (Fußballtrainer) (* 1950), jamaikanischer Fußballtrainer
- Carl Brown (Basketballspieler) (* 1968), US-amerikanischer Basketballspieler
- Carl Brown (Leichtathlet) (* 1970), US-amerikanischer Diskuswerfer
- Carlinhos Brown (* 1962), brasilianischer Musiker
- Carlon Brown (* 1989), US-amerikanischer Basketballspieler
- Carlos Brown (1882–1926), argentinischer Fußballspieler
- Carmen Smith-Brown (* 1943), jamaikanische Sprinterin und Hürdenläuferin
- Carol Brown (Ruderin) (* 1953), US-amerikanische Ruderin
- Carol Brown Janeway (1944–2015), britische Übersetzerin und Herausgeberin
- Carol Louise Brown (* 1963), australische Politikerin
- Carter Brown (eigentlich Alan Geoffrey Yates; 1923–1985), US-amerikanischer Autor
- Cecily Brown (* 1969), britische Malerin
- Celeste Brown (* 1994), Schwimmerin von den Cook Islands
- Ce’Aira Brown, US-amerikanische Leichtathletin
- Celia Wade-Brown (* 1956), neuseeländischer Politiker, Bürgermeisterin von Wellington
- Chad Brown (Baptist) (um 1600–um 1650), englischer Baptist und Mitgründer von Providence, Rhode Island
- Chad Brown (Schiedsrichter) (1947–2016), US-amerikanischer American-Football-Schiedsrichter
- Chad Brown (Pokerspieler) (1961–2014), US-amerikanischer Pokerspieler
- Chad Brown (Basketballspieler) (* 1996), US-amerikanischer Basketballspieler
- Chad Lefkowitz-Brown (* 1989), US-amerikanischer Jazzmusiker
- Charles Brown (Politiker) (1797–1883), US-amerikanischer Politiker (Pennsylvania)
- Charles Brown (Konstrukteur) (1827–1905), britischer Konstrukteur
- Charles Brown (Roquespieler) (1867–1937), US-amerikanischer Roquespieler
- Charles Brown (Ringer) (auch Cyril Brown; 1879–1929), britischer Ringer
- Charles Brown (Bluesmusiker) (1922–1999), US-amerikanischer Sänger
- Charles Brown (Boxer) (* 1939), US-amerikanischer Boxer
- Charles Brown (Schauspieler) (1946–2004), US-amerikanischer Schauspieler
- Charles Brown (Eishockeyspieler) (* 1947), US-amerikanischer Eishockeyspieler
- Charles Brown (Erzbischof) (* 1959), US-amerikanischer Geistlicher, Erzbischof und Diplomat
- Charles Brockden Brown (1771–1810), US-amerikanischer Schriftsteller
- Charles D. Brown (1887–1948), US-amerikanischer Schauspieler
- Charles-Édouard Brown-Séquard (1817–1894), mauritischer Physiologe und Neurologe
- Charles Elwood Brown (1834–1904), US-amerikanischer Politiker
- Charles Erwin Brown (* 1947), US-amerikanischer Eishockeyspieler
- Charles Eugene Lancelot Brown (1863–1924), Schweizer Konstrukteur
- Charles Harrison Brown (1920–2003), US-amerikanischer Politiker
- Charles James Brown (* 1975), US-amerikanischer Fußballspieler, siehe C. J. Brown
- Charles N. Brown (1937–2009), US-amerikanischer Herausgeber
- Charles P. Brown (1918–1988), US-amerikanischer Generalmajor
- Charles Q. Brown Jr. (* 1962), US-amerikanischer General
- Charles Randall Brown (1899–1983), US-amerikanischer Admiral
- Charles Wreford-Brown (1866–1951), englischer Fußballfunktionär
- Charlie Brown (Fußballspieler, 1898) (1898–1979), englischer Fußballspieler
- Charlie Brown (Fußballspieler, 1924) (1924–2019), schottischer Fußballspieler
- Charlie Brown (Musiker), US-amerikanischer Musiker
- Charlie Brown (Boxer) (* 1958), US-amerikanischer Boxer
- Charlie Brown (Footballspieler) (* 1958), US-amerikanischer American-Football-Spieler
- Charlie Brown, Spitzname von Carl Brown (Basketballspieler) (* 1968), US-amerikanischer Basketballspieler
- Charlie Brown (Schauspieler), Schauspieler
- Charlie Brown (Snookerspieler), kanadischer Snookerspieler
- Charlie Brown (Fußballspieler, 1999) (* 1999), englischer Fußballspieler
- Charlotte Hawkins Brown (1883–1961), US-amerikanische Pädagogin und Autorin
- Chaundee Brown (* 1998), US-amerikanischer Basketballspieler
- Chester Brown (* 1960), kanadischer Comiczeichner
- Chris Brown (Politikwissenschaftler) (* 1945), britischer Politikwissenschaftler
- Chris Brown (Pianist) (* 1953), US-amerikanischer Pianist und Komponist
- Chris Brown (Hockeyspieler) (* 1960), neuseeländischer Hockeyspieler
- Chris Brown (Baseballspieler) (1961–2006), US-amerikanischer Baseballspieler
- Chris Brown (Fußballspieler, 1971) (* 1971), englisch-US-amerikanischer Fußballspieler
- Chris Brown (Fußballspieler, 1977) (* 1977), US-amerikanischer Fußballspieler
- Chris Brown (Leichtathlet) (* 1978), bahamaischer Sprinter
- Chris Brown (Fußballspieler, 1984) (* 1984), englischer Fußballspieler
- Chris Brown (Sänger) (* 1989), US-amerikanischer Sänger
- Chris Brown (Eishockeyspieler) (* 1991), US-amerikanischer Eishockeyspieler
- Chris Brown (Footballspieler, 1996) (* 1996), US-amerikanischer American-Football-Spieler
- Chris Brown (Filmproduzent), britischer Filmproduzent
- Chris Brown (Triathlet), kanadischer Triathlet
- Chris Taylor Brown (* 1981), US-amerikanischer Sänger der Rockband Trapt
- Christian Brown (* 1967), Bobsportler der Amerikanischen Jungferninseln
- Christina Brown (* 1968), US-amerikanische Ruderin
- Christopher Brown (Kunsthistoriker) (* 1948), britischer Kunsthistoriker
- Christopher Brown (Schauspieler) (* 1973), australischer Schauspieler
- Christopher Brown (amerikanischer Schauspieler), US-amerikanischer Schauspieler
- Christopher Brown (Schriftsteller) (auch als Chris Nakashima-Brown, * 1964), US-amerikanischer Science-Fiction-Autor
- Christopher Auerbach-Brown (* 1970), US-amerikanischer Komponist und Musikpädagoge
- Christy Brown (1932–1981), irischer Maler und Autor
- Chuck Brown (Musiker) (1936–2012), US-amerikanischer Gitarrist und Sänger
- Chuck Brown (Politiker) (1951–2003), US-amerikanischer Politiker
- Ciaron Brown (* 1998), nordirischer Fußballspieler
- Cindy Brown (Basketballspielerin) (* 1965), US-amerikanische Basketballspielerin
- Cindy Brown (Hockeyspielerin) (* 1985), südafrikanische Hockeyspielerin
- Clancy Brown (* 1959), US-amerikanischer Schauspieler
- Clara Brown († 1885), US-amerikanische Sozialreformerin
- Clarence Brown (1890–1987), US-amerikanischer Filmregisseur
- Clarence Gatemouth Brown (1924–2005), US-amerikanischer Bluesmusiker
- Clarence J. Brown (1895–1965), US-amerikanischer Politiker
- Claude Russell-Brown (1873–1939), kanadischer Tennisspieler
- Clayton Brown (* 1940), kanadischer Ruderer
- Cleo Patra Brown (1909–1995), US-amerikanische Jazzpianistin und Sängerin
- Clif Brown (* 1984), US-amerikanischer Basketballspieler
- Clifford Brown (1930–1956), US-amerikanischer Jazztrompeter
- Coby Brown (* 1974), US-amerikanischer Komponist und Songwriter
- CoCo Brown (* 1978), US-amerikanische Pornodarstellerin
- Connie Brown (Unternehmerin) (Constance Brown; 1907–2010), britische Kleinunternehmerin
- Connie Brown (Eishockeyspieler) (Cornelius Brown; 1917–1996), kanadischer Eishockeyspieler
- Connor Brown (* 1994), kanadischer Eishockeyspieler
- Corey Brown (Baseballspieler) (* 1985), US-amerikanischer Baseballspieler
- Corey Brown (Fußballspieler) (* 1994), australischer Fußballspieler
- Corrie Brown (* 1949), britischer Bobsportler
- Corinna Brown (* 1998), britische Schauspielerin
- Corrine Brown (* 1946), US-amerikanische Politikerin
- Courtney Brown (* 1965), kanadischer Sprinter
- Craig Brown (Fußballspieler) (1940–2023), schottischer Fußballspieler und -trainer
- Craig Brown (Cricketspieler) (* 1954), australischer Cricketspieler
- Craig Brown (Autor) (* 1957), britischer Journalist, Kolumnist, Satiriker und Buchautor
- Craig Brown (Rugbyspieler) (* 1968), simbabwischer Rugbyspieler
- Craig Brown (Kanute) (* 1971), britischer Kanute
- Craig Brown (Curler) (* 1975), US-amerikanischer Curler
- Craig Brown (Taekwondoin) (* 1983), britischer Taekwondoin
- Cris Brown (* 1963), australischer Ringer
- Curtis Brown (Footballspieler, 1954) (Curtis Jerome Brown; 1954–2015), US-amerikanischer American-Football-Spieler
- Curtis Brown (Astronaut) (Curtis Lee Brown, Jr. ; * 1956), US-amerikanischer Astronaut
- Curtis Brown (Eishockeyspieler) (Curtis Dean Brown; * 1976), kanadischer Eishockeyspieler
- Curtis Brown (Footballspieler, 1984) (* 1984), US-amerikanischer American-Football-Spieler
- Curtis Brown (Footballspieler, 1988) (* 1988), US-amerikanischer American-Football-Spieler
- Cyntoia Brown (* 1988), US-amerikanische Autorin, die zu lebenslanger Haft verurteilt wurde

### D
- Dale Brown (Schriftsteller) (* 1956), US-amerikanischer Autor
- Dale Brown (Boxer) (* 1971), kanadischer Boxer
- Damian Brown (* 1970), australischer Gewichtheber
- Damien Brown (* 1975), australischer Fußballspieler
- Damon Brown (* 1965), britischer Jazzmusiker
- Damone Brown (* 1979), US-amerikanischer Basketballspieler
- Dan Brown (* 1964), US-amerikanischer Autor
- Daniel Brown (Designer) (* 1977), britischer Multimediadesigner
- Daniel Brown (Tennisspieler) (* 1990), neuseeländischer Tennisspieler
- Daniel Brown (Rennfahrer) (* 1991), britischer Automobilrennfahrer
- Daniel Brown (Footballspieler, 1992) (* 1992), US-amerikanischer American-Football-Spieler
- Daniel Brown (Footballspieler, 1998) (* 1998), US-amerikanischer American-Football-Spieler
- Daniel Price Erichsen Brown (* 1939), kanadischer Maler
- Daniel Russell Brown (1848–1919), US-amerikanischer Politiker
- Daniel P. Brown (1948–2022), US-amerikanischer Psychologe, Psychotherapeut, Autor und Übersetzer
- Daniel T. Brown (* 1945), US-amerikanischer Politiker
- Danny Brown (Footballspieler) (Daniel Joseph Brown; 1925–1995), US-amerikanischer American-Football-Spieler
- Danny Brown (Rapper) (* 1981), US-amerikanischer Rapper
- Danny Joe Brown (1951–2005), US-amerikanischer Musiker
- Dante Brown (Schauspieler) (* 1999), US-amerikanischer Schauspieler
- Dante Brown (Footballspieler) (* 1980), US-amerikanischer Footballspieler
- Darcie Brown (* 2003), australische Cricketspielerin
- Darrel Brown (* 1984), Leichtathlet aus Trinidad und Tobago
- Darren Brown (1962–2006), britischer Musiker
- Dave Brown (Rugbyspieler, I) (), australischer Rugby-League- und Rugby-Union-Spieler
- Dave Brown (Rugbyspieler, 1913) (1913–1974), australischer Rugby-League-Spieler
- Dave Brown (Ruderer) (1928–2004), US-amerikanischer Ruderer
- Dave Brown (Szenenbildner) (um 1932–2006), US-amerikanischer Szenenbildner
- Dave Brown (Rugbyspieler, 1940) (* 1940), australischer Rugby-League-Spieler
- Dave Brown (Footballspieler, 1953) (1953–2006), US-amerikanischer American-Football-Spieler und -Trainer (Cornerback)
- Dave Brown (Karikaturist) (* 1957), britischer Karikaturist
- Dave Brown (Rugbyspieler, 1957) (* 1957), australischer Rugby-League-Spieler
- Dave Brown (Footballspieler, 1970) (* 1970), US-amerikanischer American-Football-Spieler (Quarterback)
- Dave Brown (Eishockeyspieler) (* 1962), kanadischer Eishockeyspieler, -trainer, -scout und -funktionär
- David Brown (Golfspieler) († 1930), schottischer Golfspieler
- David Brown (Fußballspieler, 1889) (1889–??), schottischer Fußballspieler
- David Brown (Bischof) (1922–1982), britischer Geistlicher, Bischof von Guildford
- David Brown (Unternehmer) (1904–1993), britischer Unternehmer
- David Brown (Rugbyspieler) (1913–1974), australischer Rugby-League-Spieler
- David Brown (Produzent) (1916–2010), US-amerikanischer Filmproduzent
- David Brown (Ruderer) (1928–2004), US-amerikanischer Ruderer
- David Brown (Cricketspieler) (* 1942), englischer Cricketspieler
- David Brown (Bassist) (1947–2000), US-amerikanischer Musiker, Bassist bei Santana
- David Brown (Fußballspieler, 1957) (* 1957), englischer Fußballspieler
- David Brown (Gitarrist), US-amerikanischer Musiker, Gitarrist von Billy Joel
- David Brown (Skispringer) (* 1965), kanadischer Skispringer
- David Brown (Fußballspieler, 1978) (* 1978), englischer Fußballspieler
- David Brown (Eishockeyspieler) (* 1985), kanadischer Eishockeytorwart
- David Brown (Fußballspieler, 1989) (* 1989), englischer Fußballspieler
- David Jay Brown (* 1961), US-amerikanischer Schriftsteller und Journalist
- David McDowell Brown (1956–2003), US-amerikanischer Astronaut
- David Paul Brown, später Nathaniel Bar-Jonah (1957–2008), US-amerikanischer verurteilter Entführer
- Dean Brown (Politiker) (* 1943), australischer Politiker (Liberal Party), Premierminister von South Australia
- Dean Brown (Footballspieler) (* 1945), US-amerikanischer American-Football-Spieler
- Dean Brown (Musiker) (1955–2024), US-amerikanischer Jazzfusion-Gitarrist und -Komponist
- Deborah Brown (* ≈1952), US-amerikanische Jazzsängerin
- Deborah Washington Brown (1952–2020), US-amerikanische Mathematikerin und Informatikerin
- Dee Brown (1908–2002), US-amerikanischer Schriftsteller und Historiker
- Dee Brown (Basketballspieler, 1968) (* 1968), US-amerikanischer Basketballspieler
- Dee Brown (Footballspieler) (* 1978), US-amerikanischer American-Football-Spieler
- Dee Brown (Baseballspieler) (* 1978), US-amerikanischer Baseballspieler
- Dee Brown (Basketballspieler, 1984) (* 1984), US-amerikanischer Basketballspieler
- DeJean Brown, US-amerikanischer Schauspieler
- Denise Brown (* 1955), britische Hochspringerin
- Denise Scott Brown (Denise Lakofski; * 1931), US-amerikanische Architektin
- Dennis Brown (1957–1999), jamaikanischer Sänger
- Dennis C. Brown (* 1948), US-amerikanischer Komponist
- Derek Brown (* 1970), US-amerikanischer Handballspieler
- Derren Brown (* 1971), britischer Illusionist
- Derrick Brown (* 1987), US-amerikanischer Basketballspieler
- Derrick Brown (Footballspieler) (* 1998), US-amerikanischer American-Football-Spieler
- Deshorn Brown (* 1990), jamaikanischer Fußballspieler
- Devin Brown (* 1978), US-amerikanischer Basketballspieler
- Diem Brown († 2014), US-amerikanische Fernsehdarstellerin
- Divine Brown (Prostituierte) (* 1969), US-amerikanische Prostituierte
- Divine Brown (Sängerin) (* 1974), kanadische Sängerin
- Donald D. Brown (1931–2023), US-amerikanischer Embryologe
- Donald E. Brown (* 1934), US-amerikanischer Anthropologe
- Donald Ray Brown (* 1954), US-amerikanischer Jazzmusiker
- Donna Brown (Sängerin) (* 1955), kanadische Sängerin (Sopran)
- Donna Brown (Basketballspielerin) (Donna Quinn-Brown; * 1963), australische Basketballspielerin
- Doris Brown (* 1942), US-amerikanische Mittelstreckenläuferin
- Dorothy Brown (1889–1946), US-amerikanische Stummfilmdarstellerin, Überlebende des Titanic-Unglücks, siehe Dorothy Gibson
- Dorothy Lavinia Brown (1919–2004), US-amerikanische Medizinerin und Politikerin
- Doug Brown (Bryan Douglas Brown; * 1946), US-amerikanischer General, siehe Bryan D. Brown
- Doug Brown (Leichtathlet) (* 1952), US-amerikanischer Hindernisläufer
- Doug Brown (Eishockeyspieler) (* 1964), US-amerikanischer Eishockeyspieler
- Douglas Brown (* 1964), US-amerikanischer Eishockeyspieler, siehe Doug Brown (Eishockeyspieler)
- Douglas Clifton Brown, 1. Viscount Ruffside (1879–1958), britischer Politiker
- Drew Brown (1928–1987), US-amerikanischer Boxtrainer und Schauspieler
- Duane Brown (* 1985), US-amerikanischer American-Football-Spieler
- Durrant Brown (* 1964), jamaikanischer Fußballspieler
- Dusan Brown (* 2001), Schauspieler
- DuShon Monique Brown (1968–2018), US-amerikanische Schauspielerin
- Dustin Brown (Eishockeyspieler) (* 1984), US-amerikanischer Eishockeyspieler
- Dustin Brown (Tennisspieler) (* 1984), deutsch-jamaikanischer Tennisspieler

### E
- Earl Brown (* 1952), puerto-ricanischer Basketballspieler
- Earle Brown (Komponist) (1926–2002), US-amerikanischer Komponist
- Earle M. Brown (1926–1969), US-amerikanischer Politiker
- Earlene Brown (1935–1983), US-amerikanische Leichtathletin
- Earnest Brown (* 1999), US-amerikanischer American-Football-Spieler
- Ed Brown (* 1963), US-amerikanischer Automobilrennfahrer
- Eddie Brown (Snookerspieler), schottischer Snookerspieler
- Eddie Brown (Musiker) (Eddie „Bongo“ Brown; 1932–1984), US-amerikanischer Schlagzeuger und Perkussionist
- Eddie Brown (Dartspieler) (1936–2015), englischer Dartspieler
- Eddie Brown (Footballspieler, 1952) (Paul Edward Brown; * 1952), US-amerikanischer American-Football-Spieler (Cleveland Browns, Washington Redskins, Los Angeles Rams)
- Eddie Brown (Footballspieler, 1962) (Eddi Lee Brown; * 1962), US-amerikanischer American-Football-Spieler (Cincinnati Bengals)
- Eddie Brown (Footballspieler, 1966) („Downtown“ Eddie Brown; * 1966), US-amerikanischer Canadian- und American-Football-Spieler (Sacramento Surge)
- Eddie Brown (Footballspieler, 1969) („Touchdown“ Eddie Brown; * 1969), US-amerikanischer American-Football-Spieler (Indiana Firebirds)
- Eddy Brown (1926–2012), britischer Fußballspieler
- Edgar Brown (Botaniker) (1871–1969), US-amerikanischer Botaniker
- Edgar Allan Brown (1888–1975), US-amerikanischer Politiker
- Edgar H. Brown (1926–2021), US-amerikanischer Mathematiker
- Edgar William Brown (1859–1917), US-amerikanischer Physiker
- Edith Brown Weiss (* 1942), US-amerikanische Juristin
- Edmund Brown junior, bekannt als Jerry Brown (* 1938), US-amerikanischer Politiker (Demokratische Partei), Gouverneur von Kalifornien 1975 bis 1983 und 2011 bis 2019
- Edmund Gerald Brown sr., bekannt als Pat Brown (1905–1996), US-amerikanischer Politiker (Demokratische Partei), Gouverneur von Kalifornien 1959 bis 1967
- Edson Brown (* 1935), US-amerikanischer Boxer
- Edward Espe Brown (* 1945), US-amerikanischer Zen-Lehrer und Buchautor
- Effie Brown, US-amerikanische Filmproduzentin
- Elaine Brown (* 1943), US-amerikanische Gefängnisaktivistin, Schriftstellerin und Sängerin
- Eleanor Brown (* 1973), US-amerikanische Schriftstellerin
- Eleonora Brown (* 1948), italienische Schauspielerin
- Eli Brown (* 1999), US-amerikanischer Schauspieler und Musiker
- Elias Brown (1793–1857), US-amerikanischer Politiker
- Eliseo Brown (1888–??), argentinischer Fußballspieler
- Elisha Brown (1717–1802), britischer Politiker
- Ellen Mary Stawell-Brown (1878–1958), englische Tennis- und Badmintonspielerin
- Ellison Brown (1914–1975), US-amerikanischer Marathonläufer
- Elton Brown (Fußballspieler, 1980) (* 1980), guatemaltekischer Fußballspieler
- Elton Brown (Fußballspieler, 1982) (* 1982), guayanischer Fußballspieler
- Elton Brown (Footballspieler) (* 1982), US-amerikanischer American-Football-Spieler
- Elton Brown (Basketballspieler) (* 1983), US-amerikanischer Basketballspieler
- Emery N. Brown (* 1957), US-amerikanischer Anästhesist und Neurowissenschaftler
- Eric Brown (Museumsdirektor) (1877–1939), britisch-kanadischer Museumsleiter
- Eric Brown (Golfspieler) (1925–1986), schottischer Golfspieler
- Eric Brown (Autor) (1960–2023), britischer Schriftsteller
- Eric Brown (Gewichtheber) (* 1969), Gewichtheber aus Amerikanisch-Samoa
- Eric Brown (Footballspieler) (* 1975), US-amerikanischer American-Football-Spieler
- Eric Brown (Leichtathlet) (* 1984), US-amerikanischer Speerwerfer
- Eric Brown (Philosoph), US-amerikanischer Philosoph und Philosophiehistoriker
- Eric Brown (Baseballspieler) (* 2000), US-amerikanischer Baseballspieler
- Eric H. Brown (1922–2018), britischer Geograph
- Eric Melrose Brown (1919–2016), britischer Testpilot
- Erickson Brown-Murphy (* 1974), Fußballspieler für die Cayman Islands
- Erik Brown (* 1995), kanadischer Eishockeyspieler
- Erik Palmer-Brown (* 1997), US-amerikanischer Fußballspieler
- Erika Brown (Curlerin) (* 1973), US-amerikanische Curlerin
- Erika Brown (Schwimmerin) (* 1998), US-amerikanische Schwimmerin
- Erin Brown (* 1979), US-amerikanische Schauspielerin
- Ernest Brown (Politiker) (1881–1962), britischer Politiker
- Ernest Brown (Basketballspieler) (* 1979), US-amerikanischer Basketballspieler
- Ernest S. Brown (1903–1965), US-amerikanischer Politiker
- Ernest William Brown (1866–1938), US-amerikanischer Mathematiker und Astronom
- Ernesto Brown (1885–1935), argentinischer Fußballspieler
- Errol Brown (1943–2015), jamaikanischer Sänger
- Esteban Alvarado Brown (* 1989), costa-ricanischer Fußballspieler
- Ethan Allen Brown (1776–1852), US-amerikanischer Politiker
- Euon Brown (* 1987), grenadischer Fußballspieler
- Everett Brown (1902–1953), US-amerikanischer Schauspieler

### F
- Fabian Brown, guyanischer Fußballspieler
- Felicio Brown Forbes (* 1991), deutsch-costa-ricanischer Fußballspieler
- Fiona Brown (* 1995), schottische Fußballspielerin
- Fitzroy Brown (* 1959), guyanischer Boxer
- Flash Brown (Gariel Brownlee; * 1981), US-amerikanischer Pornodarsteller und ehemaliger Basketballprofi
- Floyd Brown (1957–2022), jamaikanischer Sprinter
- Ford Madox Brown (1821–1893), englischer Maler
- Forest Buffen Harkness Brown (1873–1954), US-amerikanischer Botaniker
- Foster V. Brown (1852–1937), US-amerikanischer Politiker
- Foxy Brown (Sängerin), jamaikanische Sängerin
- Foxy Brown (Rapperin) (* 1978), US-amerikanische Rapperin
- Francis Brown (* 1977), französischer Mathematiker
- Frank Brown (Politiker) (1846–1920), US-amerikanischer Politiker (Maryland)
- Frank Brown (Geologe) (1943–2017), US-amerikanischer Geologe
- Frank Brown (Radsportler) (1890–??), kanadischer Radsportler
- Frank Brown (Fußballspieler) (1890–nach 1953), englischer Fußballspieler und -trainer
- Frank Brown (Skirennläufer) (* 1937), US-amerikanischer Skirennläufer
- Frank Brown (Gleitschirmpilot), brasilianischer Gleitschirmpilot
- Frank Edward Brown (1908–1988), US-amerikanischer Klassischer Philologe und Archäologe
- Frank London Brown (1927–1962), US-amerikanischer Schriftsteller
- Frankie Brown (* 1987), schottische Fußballspielerin
- Franklin Brown (* 1961), niederländischer Sänger
- Fraser Brown (Segler) (* 1970), irischer Segler
- Fraser Brown (Rugbyspieler) (* 1989), schottischer Rugby-Union-Spieler
- Fred Brown (Fußballspieler) (1895–1960), englischer Fußballspieler
- Fred Brown (Eishockeyspieler) (1900–1970), kanadischer Eishockeyspieler
- Fred Brown (Basketballspieler) (* 1948), amerikanischer Basketballspieler
- Fred H. Brown (1879–1955), amerikanischer Politiker
- Fred J. Brown (1935–2003), amerikanischer Soundeditor
- Frederic J. Brown (1905–1971), US-amerikanischer Offizier
- Frederick Brown (Maler) (1851–1941), britischer Maler
- Frederick James Brown (1945–2012), US-amerikanischer Maler
- Fredric Brown (1906–1972), US-amerikanischer Autor
- Friday Brown (* 1947), britische Sängerin

### G
- Gabriel Brown (1910–1972), US-amerikanischer Sänger und Gitarrist
- Gage Brown (* 2002), US-amerikanischer Eiskunstläufer
- Garnett Brown (1936–2021), US-amerikanischer Posaunist und Komponist
- Garrett Brown (* 1942), US-amerikanischer Kameramann
- Garrett M. Brown (* 1948), US-amerikanischer Schauspieler
- Garry Brown (Posaunist) (1928–2014), britischer Jazzposaunist und Musikagent
- Garry Brown (Leichtathlet) (* 1954), australischer Hürdenläufer
- Garry E. Brown (1923–1998), US-amerikanischer Politiker
- Gary Brown, Pseudonym von Christian Brando (1958–2008), US-amerikanischer Schauspieler
- Gavin Brown (Mathematiker) (1942–2010), schottischer Mathematiker und Hochschullehrer
- Gavin Brown (Footballspieler) (* 1967), australischer Footballspieler
- Gavin Brown (Politiker) (* 1975), schottischer Politiker (Conservative Party)
- Gavin Brown (Musiker), kanadischer Musiker und Musikproduzent
- Geoff Brown (1945–1993), britischer Geologe und Vulkanologe
- Geoff Brown (Tennisspieler) (1924–2001), australischer Tennisspieler
- Geoff Brown (Wasserballspieler) (* 1955), kanadischer Wasserballspieler
- Georg Stanford Brown (* 1943), US-amerikanischer Schauspieler und Regisseur
- George Brown (Politiker, 1756) (1756–1836), US-amerikanischer Politiker (Rhode Island)
- George Brown (General) (1790–1865), britischer General
- George Brown (Politiker, 1818) (1818–1880), kanadischer Politiker
- George Brown (Missionar) (1835–1917), englischer Missionar
- George Brown (Fußballspieler, 1866) (1866–1903), englischer Fußballspieler
- George Brown (Fußballspieler, 1880) (1880–??), englischer Fußballspieler
- George Brown (Fußballspieler, 1886) (1886–1965), englischer Fußballspieler
- George Brown (Fußballspieler, 1893) (1893–1979), englischer Fußballspieler
- George Brown (Fußballspieler, 1903) (1903–1948), englischer Fußballspieler und -trainer
- George Brown (Fußballspieler, 1907) (1907–1988), schottischer Fußballspieler
- George Brown (Spezialeffektkünstler) (1910–2005), US-amerikanischer Filmtechniker und Spezialeffektkünstler
- George Brown (Rennfahrer) (1912–1979), britischer Motorradrennfahrer
- George Brown (Fußballspieler, 1913) (1913–??), englischer Fußballspieler
- George Brown (Produzent) (George Hambley Brown; 1913–2001), britisch-US-amerikanischer Filmproduzent
- George Brown, Baron George-Brown (1914–1985), britischer Politiker
- George Brown (Fußballspieler, 1928) (1928–2011), schottischer Fußballspieler
- George Brown (Leichtathlet) (* 1931), US-amerikanischer Weitspringer
- George Brown (Fußballspieler, 1932) (* 1932), schottischer Fußballspieler
- George Brown (Fußballspieler, 1934) (1934–1995), englischer Fußballspieler
- George Brown (Fußballspieler, 1935) (* 1935), US-amerikanischer Fußballspieler
- George Brown (Segler), britischer Segler
- George Brown junior (1920–1999), US-amerikanischer Politiker
- George Brown Goode (1851–1896), US-amerikanischer Ichthyologe
- George H. Brown (1913–2001), britischer Filmproduzent und Drehbuchautor
- George Harold Brown (1908–1987), US-amerikanischer Elektrotechniker
- George Houston Brown (1810–1865), US-amerikanischer Politiker
- George L. Brown (1926–2006), US-amerikanischer Politiker
- George M. Brown (1864–1934), US-amerikanischer Jurist und Politiker
- George Mackay Brown (1921–1996), schottischer Dichter und Schriftsteller
- George S. Brown (1918–1978), US-amerikanischer General
- George Spencer-Brown (1923–2016), britischer Mathematiker, Psychologe, Dichter und Schachspieler
- George V. Brown (1880–1937), US-amerikanischer Sportfunktionär
- George William Brown (1860–1919), kanadischer Politiker
- Georgia Brown (Schauspielerin) (1933–1992), britische Schauspielerin
- Georgia Brown (Sängerin) (* 1980), brasilianische Sängerin
- Georgia Louise Harris Brown (1918–1999), US-amerikanische Architektin
- Georgia Taylor-Brown (* 1994), britische Triathletin
- Gerald Brown (1926–2013), US-amerikanischer Physiker
- Gerry Brown (Fußballspieler) (* 1944), Fußballspieler für Trinidad & Tobago
- Gerry Brown (* 1951), US-amerikanischer Jazzschlagzeuger
- Gertie Brown (1878–1934), US-amerikanische Schauspielerin
- Gilbert Brown (Footballspieler) (* 1971), amerikanischer American-Football-Spieler
- Gilbert Brown (Basketballspieler) (* 1987), amerikanischer Basketballspieler
- Gilberto Brown (* 1973), Boxer der Amerikanischen Jungferninseln
- Gillian Brown (* 1965), britischer Hockeyspieler
- Ginny Brown-Waite (* 1943), US-amerikanische Politikerin
- Glenn Brown (* 1966), britischer Maler und Bildhauer
- Godfrey Brown (1915–1995), britischer Leichtathlet
- Gord Brown (* 1960), kanadischer Politiker
- Gordon Brown (* 1951), britischer Politiker
- Gordon Brown (Politiker, 1885) (1885–1967), australischer Politiker
- Gordon Brown (Fußballspieler, 1929) (1929–2010), englischer Fußballspieler
- Gordon Brown (Rugbyspieler, 1930) (* 1930), englischer Rugby-League-Spieler
- Gordon Brown (Fußballspieler, 1932) (1932–1999), schottischer Fußballspieler
- Gordon Brown (Fußballspieler, 1933) (1933–2005), englischer Fußballspieler
- Gordon Brown (Rugbyspieler, 1947) (1947–2001), schottischer Rugby-Union-Spieler
- Gordon Brown (Künstler) (1958–2020), deutscher Bildhauer
- Gordon Brown (Schauspieler), britischer Schauspieler
- Gordon E. Brown, Geologe
- Gordon S. Brown (1907–1996), australischer Elektrotechniker und Hochschullehrer
- Grace Brown (* 1992), australische Radrennfahrerin
- Graeme Brown (* 1979), australischer Radrennfahrer
- Greg Brown (Fußballspieler, 1962) (* 1962), englisch-neuseeländisch-australischer Fußballspieler und -trainer
- Greg Brown (Eishockeyspieler) (Gregory Curtis Brown; * 1968), US-amerikanischer Eishockeyspieler und -trainer
- Greg Brown (Fußballspieler, 1978) (Greg Jonathan Brown; * 1978), englischer Fußballspieler
- Greg Brown (Basketballspieler) (Gregory James Brown; * 2001), US-amerikanischer Eishockeyspieler
- Guillermo Brown (1777–1857), argentinischer Admiral, siehe William Brown (Admiral)
- Guillermo E. Brown (* 1976), US-amerikanischer Jazz-Schlagzeuger
- Gustavus Richard Brown (1747–1804), US-amerikanischer Arzt

### H
- H. Arthur Brown (Hine Arthur Brown; 1906–1992), US-amerikanischer Dirigent
- H. Rap Brown (* 1943), US-amerikanischer Bürgerrechtler
- Hal Brown (1820–1997), kanadischer Eishockeyspieler, siehe Harold Brown (Eishockeyspieler)
- Hal Brown (1898–1983), US-amerikanischer Langstreckenläufer, siehe Horace Brown (Leichtathlet)
- Hal Brown (Baseballspieler) (Hector Harold Brown; 1924–2015), US-amerikanischer Baseballspieler
- Hallie Quinn Brown (1849–1949), US-amerikanische Lehrerin, Hochschullehrerin, Autorin und Aktivistin
- Hank Brown (* 1940), US-amerikanischer Politiker
- Harley Brown (* 1939), kanadischer Maler und Illustrator
- Harold Brown (Eishockeyspieler) (Hal Brown; 1820–1997), kanadischer Eishockeyspieler
- Harold Brown (Turner) (1904–??), britischer Turner
- Harold Brown (Leichtathlet) (1917–2002), kanadischer Weitspringer
- Harold Brown (Pianist) (1917–2011), kanadischer Pianist
- Harold Brown (Pilot) (1924–2023), US-amerikanischer Kampfpilot und Weltkriegsveteran
- Harold Brown (Politiker) (1927–2019), US-amerikanischer Physiker und Politiker
- Harold P. Brown (Harold Pitney Brown; 1869–1932), US-amerikanischer Erfinder
- Harold Whaley Brown (1898–1978), US-amerikanischer Augenarzt
- Harrison S. Brown (1917–1986), US-amerikanischer Physiker und Geochemiker
- Harry Brown (Fußballspieler, 1883) (Henry Brown; 1883–1934), englischer Fußballspieler
- Harry Brown (Fußballspieler, 1888) (Harry Russell Brown; 1888–1962), englischer Fußballspieler
- Harry Brown (Fußballspieler, 1897) (Harold Archer Brown; 1897–1958), englischer Fußballspieler
- Harry Brown, Pseudonym von Tex Harding (Schriftsteller) (1898–??), österreichischer Schriftsteller
- Harry Brown (Fußballspieler, 1907) (Henry Summers Brown; 1907–1963), schottischer Fußballspieler
- Harry Brown (Drehbuchautor) (1917–1986), US-amerikanischer Drehbuchautor und Schriftsteller
- Harry Brown (Fußballspieler, 1918) (Henry Stanford Brown; 1918–1963), englischer Fußballspieler
- Harry Brown (Fußballspieler, 1924) (Harold Thomas Brown; 1924–1982), schottischer Fußballspieler
- Harry Joe Brown (1890–1972), US-amerikanischer Filmproduzent und Regisseur
- Harvey Winfield Brown (1883–1956), US-amerikanischer Gewerkschaftsfunktionär und Politiker
- Havana Brown (* 1985), australische DJ und Popsängerin
- Heather Brown (* 1975), US-amerikanische Schauspielerin und Sängerin
- Helen Brown (Schriftstellerin) (* 1954), neuseeländische Schriftstellerin
- Helen Brown (Schauspielerin) (1915–1994), US-amerikanische Schauspielerin
- Helen Gurley Brown (1922–2012), US-amerikanische Herausgeberin und Autorin
- Helen Hayes Brown (1900–1993), US-amerikanische Schauspielerin, siehe Helen Hayes
- Henry Brown (Lithograf) (1816–1870), britisch-belgischer Grafiker und Hochschullehrer
- Henry Brown (Hockeyspieler) (1887–1961), britischer Hockeyspieler
- Henry Brown (Musiker), US-amerikanischer Jazzpianist
- Henry Brown (Schauspieler), US-amerikanischer Schauspieler
- Henry Billings Brown (1836–1913), US-amerikanischer Jurist
- Henry E. Brown (* 1935), US-amerikanischer Politiker
- Henry Harris Brown (1864–1948), britischer Maler
- Henry Kirke Brown (1814–1886), US-amerikanischer Bildhauer
- Henry Phelps Brown (1906–1994), britischer Ökonom
- Henry Yorke Lyell Brown (1843/1844–1928), australischer Geologe und Entdecker
- Herbert Brown (Ornithologe) (1848–1913), US-amerikanischer Ornithologe
- Herbert Charles Brown (1912–2004), US-amerikanischer Chemiker
- Herman Brown (1892–1962), US-amerikanischer Unternehmer
- Hilyard M. Brown (1910–2002), US-amerikanischer Artdirector und Szenenbildner
- Hobart Brown (1934–2007), US-amerikanischer Künstler
- Horace Brown (Tennisspieler), südafrikanischer Tennisspieler
- Horace Brown (Leichtathlet) (Hal Brown; 1898–1983), US-amerikanischer Langstreckenläufer
- Horace Brown (Musiker), US-amerikanischer Musiker
- Horace Seely-Brown (1908–1982), US-amerikanischer Politiker
- Horace Tabberer Brown (1848–1925), britischer Chemiker
- Howard Brown (Musiker) (1920–2001), kanadischer Pianist, Cembalist und Musikpädagoge
- Howard Brown (Mediziner) (1924–1975), US-amerikanischer Mediziner, Hochschullehrer, Gesundheitsbeamter und LGBT-Aktivist
- Howard Brown (Produzent), Filmproduzent
- Howard Brown (Manager) (* um 1966), britischer Bankmanager und Sänger
- Hubie Brown (* 1933), US-amerikanischer Basketballtrainer
- Hugh Brown (Boxer) (1894–nach 1920), britischer Boxer
- Hugh Brown (Fußballspieler) (1921–1994), schottischer Fußballspielern

### I
- Ian Brown (Intendant) (* 1951), britischer Theaterintendant in Glasgow, Edinburgh und Leeds
- Ian Brown (Segler) (* 1954), australischer Segler
- Ian Brown (* 1963), britischer Rockmusiker
- Ian Brown (Schwimmer) (* 1965), australischer Schwimmer
- Ian Brown (Fußballspieler, 1965) (* 1965), englischer Fußballspieler
- Ian Brown (Fußballspieler, 1981) (* 1981), Fußballspieler für die Turks & Caicos-Inseln
- Imaani Brown (* 1980), iranisch-deutscher Produzent und DJ
- Iona Brown (1941–2004), britische Violinistin und Dirigentin
- Isaac Baker Brown (1811–1873), britischer Gynäkologe
- Isaiah Brown (* 1997), englischer Fußballspieler
- Issac Ryan Brown (* 2005), US-amerikanischer Sänger, Schauspieler und Synchronsprecher
- Ivan Brown (1908–1963), US-amerikanischer Bobfahrer
- Ivan D. Brown (* 1927), britischer Psychologe

### J
- J. Michael Brown, US-amerikanischer Geophysiker
- J. T. Brown (Joshua Thomas Brown; * 1990), US-amerikanischer Eishockeyspieler
- Jack Brown (Fußballspieler, 1890) (John Emery Brown; 1890–??), englischer Fußballspieler
- Jack Brown (Fußballspieler, 1899) (John Henry Brown; 1899–1962), englischer Fußballspieler
- Jack Brown (Fußballspieler, 1900) (John Brown; 1900–??), irischer Fußballspieler
- Jack Brown (Fußballspieler, Juni 1901) (John Thomas Brown; 1901–1977), englischer Fußballspieler
- Jack Brown (Fußballspieler, September 1901) (1901–??), nordirischer Fußballspieler
- Jack Brown (Fußballspieler, 2001) (* 2001), schottischer Fußballspieler
- Jack Brown (Leichtathlet), kanadischer Leichtathlet
- Jackie Brown (Boxer, 1909) (1909–1971), britischer Boxer
- Jackie Brown (Fußballspieler) (1914–1990), irischer Fußballspieler
- Jackie Brown (Boxer, 1935) (* 1935), britischer Boxer
- Jacob Brown (Offizier) (1775–1828), amerikanischer Offizier
- Jacob Brown (Fußballspieler) (* 1998), schottischer Fußballspieler
- Jacqueline Brown (* 1953), britische Schwimmerin
- Jaden Brown (* 1999), englischer Fußballspieler
- Jake Brown (Skateboarder) (* 1974), australischer Skateboarder
- Jake Brown (Biathlet) (* 1992), US-amerikanischer Biathlet
- Jaimeo Brown (* 1978), US-amerikanischer Jazzmusiker
- James Brown (Senator) (1766–1835), US-amerikanischer Politiker
- James Brown (Bischof, 1812) (1812–1881), englischer Geistlicher, Bischof von Shrewsbury
- James Brown (Captain) (1851–1863), Pionier, Konstabler, Friedensrichter, Missionar, Gründer von Ogden
- James Brown (Fußballspieler, 1907) (* 1907), schottischer Fußballspieler
- James „Jim“ Brown (1908–1994), US-amerikanischer Fußballspieler
- James Brown (Leichtathlet) (1909–2000), kanadischer Sprinter
- James Brown (Schauspieler) (1920–1992), US-amerikanischer Schauspieler
- James Brown (1933–2006), US-amerikanischer Soulsänger
- James Brown (Bischof, Louisiana), US-amerikanischer Geistlicher, Bischof von Louisiana
- James Brown (Maler) (1951–2020), US-amerikanischer Maler, Bildhauer und Grafiker
- James Brown (Autor) (* 1957), US-amerikanischer Autor
- James Brown (Radsportler) (* 1964), irischer Radsportler
- James Brown, bekannt als The King (* 1968), britischer Sänger
- James Brown (Footballspieler, 1970) (* 1970), US-amerikanischer American-Football-Spieler (Tackle, Miami Dolphins)
- James Brown (Footballspieler, 1975) (* 1975), US-amerikanischer American-Football-Spieler (Quarterback)
- James Brown (Fußballspieler, 1983) (* 1983), panamaischer Fußballspieler
- James Brown (Fußballspieler, 1987) (* 1987), englischer Fußballspieler
- James Brown (Footballspieler, 1988) (* 1988), US-amerikanischer American-Football-Spieler (Guard, Chicago Bears)
- James Brown (Fußballspieler, 1990) (* 1990), australischer Fußballspieler
- James Brown (Snookerspieler), britischer Snookerspieler
- James Brown (Fußballspieler, 1998) (* 1998), englisch-maltesischer Fußballspieler
- James A. Brown (* 1934), US-amerikanischer Anthropologe
- James Alan Calvert Brown (1922–1984), britischer Ökonom
- James Alexander Campbell Brown (1911–1964), schottischer Psychiater
- James Anthony Brown (* 1950), Chief Minister der Isle of Man
- James Campbell Brown (1843–1910), schottischer Chemiker
- James Cooke Brown (1921–2000), US-amerikanischer Soziologe und Autor
- James H. Brown (* 1942), US-amerikanischer Ökologe
- James Joseph Brown (1854–1922), US-amerikanischer Ingenieur
- James M. Brown (1941–2023), US-amerikanischer Jurist und Politiker
- James Robert Brown (* 1946), US-amerikanischer Wissenschaftstheoretiker
- James S. Brown (1824–1878), US-amerikanischer Politiker
- James S. Brown Jr. (1892–1949), US-amerikanischer Kameramann
- James Trevena-Brown (* 1986), neuseeländischer Schauspieler, Synchronsprecher, Eishockey- und Inline-Skaterhockeyspieler
- James W. Brown (1844–1909), US-amerikanischer Politiker
- Janeek Brown (* 1998), jamaikanische Hürdenläuferin
- Janet Brown (1923–2011), britische Schauspielerin
- Janice LeAnn Brown (* 2010), US-amerikanische Schauspielerin
- Jaron Brown (* 1990), US-amerikanischer American-Football-Spieler
- Jasmin Savoy Brown (* 1994), US-amerikanische Schauspielerin
- Jason Brown (Musiker) (* 1969), irischer Musiker
- Jason Brown (Fußballspieler) (* 1982), walisischer Fußballspieler
- Jason Brown (Eiskunstläufer) (* 1994), US-amerikanischer Eiskunstläufer
- Jason B. Brown (1839–1898), US-amerikanischer Politiker
- Jason L. Brown, US-amerikanischer Herpetologe
- Jason Robert Brown (* 1970), US-amerikanischer Komponist und Autor
- Javain Brown (* 1999), jamaikanischer Fußballspieler
- Jaylen Brown (* 1996), US-amerikanischer Basketballspieler
- Jayon Brown (* 1995), US-amerikanischer American-Football-Spieler
- Jeff Brown (Graffitikünstler) (1958–2011), US-amerikanischer Graffitikünstler
- Jeff Brown (Eishockeyspieler) (* 1966), kanadischer Eishockeyspieler und -trainer
- Jeff Brown (Tennisspieler) (* 1966), US-amerikanischer Tennisspieler
- Jeffrey D. Brown (* 1957), US-amerikanischer Filmregisseur, -produzent und Autor
- Jeffrey Nicholas Brown (* 1975), US-amerikanischer Schauspieler
- Jemma McKenzie-Brown (* 1994), britische Schauspielerin
- Jennifer Brown (* 1972), schwedische Sängerin
- Jeremiah Brown (Politiker) (1785–1858), US-amerikanischer Politiker
- Jeremiah Brown (Ruderer) (* 1985), kanadischer Ruderer
- Jeremy Brown (Eishockeyspieler) (* 1974), kanadischer Eishockeyspieler
- Jeremy Brown (Fußballspieler) (* 1977), neuseeländischer Fußballspieler
- Jeremy Brown (Gitarrist) († 2015), US-amerikanischer Gitarrist
- Jeremy Brown (Saxophonist) (* 1957), kanadischer Saxophonist
- Jeri Brown (* 1952), US-amerikanische Jazzsängerin, Songwriterin und Hochschullehrerin
- Jericho Brown (* 1976), US-amerikanischer Schriftsteller und Dichter
- Jermaine Brown (Fußballspieler, 1983) (* 1983), englischer Fußballspieler
- Jermaine Brown (Fußballspieler, 1985) (* 1985), caymanischer Fußballspieler
- Jermaine Brown (Leichtathlet) (* 1991), jamaikanischer Leichtathlet
- Jerry Brown (Geophysiker) (* 1936), US-amerikanischer Geophysiker und Polarforscher
- Jerry Brown (Edmund Gerald Brown Jr.; * 1938), US-amerikanischer Politiker
- Jerry Brown (Mediziner), liberianischer Chirurg
- Jerry Brown (Footballspieler) (1987–2012), US-amerikanischer American-Football-Spieler
- Jesse Brown (1944–2002), US-amerikanischer Politiker
- Jessica Brown (Journalistin), britische Journalistin und Moderatorin
- Jessica Brown (Reiterin), australische Springreiterin
- Jessica Brown Findlay (* 1989), britische Schauspielerin
- Jessica Tyler Brown (* 2004), US-amerikanische Schauspielerin
- Jewel Brown (1937–2024), US-amerikanischer Jazz- und Bluessängerin
- Jhony Brown (* 1986), guatemaltekischer Fußballspieler
- Ji'Ayir Brown (* 2000), US-amerikanischer American-Football-Spieler
- Jim Brown (Fußballspieler, 1908) (1908–1994), US-amerikanischer Fußballspieler
- Jim Brown (Fußballspieler, 1935) (* 1935), englischer Fußballspieler
- Jim Brown (Rugbyspieler) (1935–2020), australischer Rugby-Union-Spieler
- Jim Brown (Footballspieler) (1936–2023), US-amerikanischer American-Football-Spieler und Schauspieler
- Jim Brown (Regisseur) (* 1950), US-amerikanischer Filmregisseur
- Jim Brown (Fußballspieler, 1952) (* 1952), schottischer Fußballspieler
- Jim Brown (Fußballspieler, 1953) (* 1953), schottischer Fußballspieler
- Jim Ed Brown (1934–2015), US-amerikanischer Countrysänger
- Jimmy Brown (Fußballspieler, 1862) (1862–1922), englischer Fußballspieler
- Jimmy Brown (Cricketspieler) (1864–1916), englischer Cricketspieler
- Jimmy Brown (Fußballspieler, 1869) (1869–1924), schottischer Fußballspieler
- Jimmy Brown (Baseballspieler) (1910–1977), US-amerikanischer Baseballspieler
- Jimmy Brown, Spitzname von James Failla (1919–1999), US-amerikanischer Mobster
- Jimmy Brown (Fußballspieler, 1924) (* 1924), schottischer Fußballspieler
- Jimmy Brown (Fußballspieler, 1925) (* 1925), schottischer Fußballspieler
- Jimmy Brown (Fußballspieler, 1953) (* 1953), schottischer Fußballspieler
- Jimmy Brown (Tennisspieler) (* 1965), US-amerikanischer Tennisspieler
- Joan Brown (1938–1990), US-amerikanische Malerin und Hochschullehrerin
- Joanne Brown (* 1972), australische Softballspielerin
- Jocelyn Brown (* 1950), US-amerikanische Sängerin
- Jody Brown (* 2002), jamaikanische Fußballspielerin
- Joe Brown (Schauspieler, 1884) (1884–1965), US-amerikanischer Schauspieler
- Joe Brown (Fußballspieler, 1912) (Joseph Brown; 1912–1962), englischer Fußballspieler
- Joe Brown (Fußballspieler, 1913) (Joseph Brown; 1913–??), schottischer Fußballspieler
- Joe Brown (Boxer) (1926–1997), US-amerikanischer Boxer
- Joe Brown (Fußballspieler, 1920) (Joseph Samuel Brown; 1920–2004), englischer Fußballspieler
- Joe Brown (Fußballspieler, 1929) (Joseph Brown; 1929–2014), englischer Fußballspieler und -trainer
- Joe Brown (Bergsteiger) (1930–2020), britischer Bergsteiger
- Joe Brown (Musiker) (Joseph Roger Brown; * 1941), britischer Musiker und Schauspieler
- Joe Brown (Fußballspieler, 1988) (Joseph William Brown; * 1988), englischer Fußballspieler
- Joe Brown (Schauspieler, 1992) (* 1992), australischer Schauspieler
- Joe E. Brown (1891–1973), US-amerikanischer Schauspieler
- Joel Brown (Gitarrist), US-amerikanischer klassischer Gitarrist
- Joel Brown (Leichtathlet) (* 1980), US-amerikanischer Leichtathlet
- John Brown (Mediziner) (1735–1788), schottischer Mediziner, Begründer des Brownianismus
- John Brown (Politiker, 1736) (1736–1803), US-amerikanischer Politiker (Rhode Island)
- John Brown (Politiker, vor 1808) (vor 1808–1815), US-amerikanischer Politiker (Maryland)
- John Brown (Politiker, 1757) (1757–1837), US-amerikanischer Politiker (Kentucky)
- John Brown (Politiker, 1772) (1772–1845), US-amerikanischer Politiker (Pennsylvania)
- John Brown (Abolitionist) (1800–1859), US-amerikanischer Abolitionist
- John Brown (Unternehmer) (1816–1896), britischer Unternehmer
- John Brown (Diener) (1826–1883), schottischer Diener von Königin Victoria
- John Brown (Fußballspieler, 1915) (1915–2005), schottischer Fußballtorhüter
- John Brown (Radsportler) (1916–1990), neuseeländischer Radrennfahrer
- John Brown (Sportler) (1935–2019), britischer Rugbyspieler und Bobfahrer
- John Brown (Fußballspieler, 1940) (* 1940), schottischer Fußballspieler
- John Brown (Autor) (1944–2006), britischer Drehbuchautor
- John Brown (Szenenbildner), US-amerikanischer Szenenbildner
- John Brown (Basketballspieler) (John Young Brown; * 1951), US-amerikanischer Basketballspieler
- John Brown (Footballspieler, 1970) (* 1970), US-amerikanischer American-Football-Spieler (Wide Receiver, Chicago Bears)
- John Brown (Footballspieler, 1990) (* 1990), US-amerikanischer American-Football-Spieler (Wide Receiver, Arizona Cardinals)
- John Brown (Dartspieler) (* 1999), englischer Dartspieler
- John Brown (Bodybuilder) US-amerikanischer Bodybuilder
- John Arnesby Brown (1866–1955), britischer Maler
- John Brewer Brown (1836–1898), US-amerikanischer Politiker (Maryland)
- John C. Brown (Politiker, 1827) (John Calvin Brown; 1827–1889), US-amerikanischer Politiker (Tennessee)
- John C. Brown (Politiker, 1844) (1844–1900), US-amerikanischer Politiker (Ohio)
- John Carter Brown (Büchersammler) (1797–1874), US-amerikanischer Büchersammler
- J. Carter Brown (1934–2002), US-amerikanischer Kunsthistoriker und Historiker
- John George Brown (1831–1913), britisch-amerikanischer Maler
- John Guthrie Brown (1892–1976), britischer Bauingenieur
- John Joseph Brown (* 1931), australischer Politiker
- John Lewis Brown (1829–1890/1892), französischer Maler
- John M. Brown (* um 1950), US-amerikanischer Generalleutnant im Ruhestand
- John Michael Brown (* 1939), britischer Chemiker
- John Moulder-Brown (* 1953), britischer Schauspieler
- John Neill Brown (* 1905), britischer Filmeditor
- John Pairman Brown (1923–2010), US-amerikanischer Archäologe
- John Robert Brown (1842–1927), US-amerikanischer Politiker (Virginia)
- John Russell Brown (1923–2015), britischer Anglist
- John T. Brown (1876–1951), US-amerikanischer Politiker (Ohio)
- John Brown (Basketballspieler, 1992) (* 1992), US-amerikanischer Basketballspieler
- John W. Brown (Gewerkschafter) (1867–1941), US-amerikanischer Gewerkschafter
- John W. Brown (Politiker, 1796) (1796–1875), US-amerikanischer Politiker (New York)
- John William Brown (1913–1993), US-amerikanischer Politiker
- John Y. Brown senior (John Young Brown; 1900–1985), US-amerikanischer Politiker (Kentucky)
- John Y. Brown junior (John Young Brown Jr.; 1933–2022), US-amerikanischer Politiker (Kentucky)
- John Young Brown (Politiker) (1835–1904), US-amerikanischer Politiker (Kentucky)
- John Henry Brown (1818–1891), US-Porträt- und Miniaturmaler
- Johnny Brown (Boxer, 1901) (1901–1961), schottischer Boxer und ehemaliger britischer Meister im Weltergewicht
- Johnny Brown (Boxer, 1902) (1902–1976), britischer Boxer
- Johnny Mack Brown (1904–1974), US-amerikanischer College-Football-Spieler und Filmschauspieler
- Texas Johnny Brown (1928–2013), US-amerikanischer Blues-Gitarrist, Liedermacher und Sänger
- Johnny Brown (Schauspieler) (1937–2022), US-amerikanischer Schauspieler und Sänger
- Johnny Brown (Rugbyspieler) (* 1943), australischer Rugby-Liga-Spieler
- Johnny Brown (Basketballspieler) (* 1963), US-amerikanischer Basketballspieler und -trainer
- Jon Brown (* 1971), britischer Marathonläufer
- Jonathan Brown (Sänger), kanadischer Sänger (Bariton)
- Jonathan Brown (Kunsthistoriker) (1939–2022), US-amerikanischer Kunsthistoriker
- Jonathan Brown (Ruderer) (* 1968), US-amerikanischer Ruderer
- Jonathan Brown (Kameramann) (* 1970), US-amerikanischer Kameramann
- Jonathan Brown (Bratschist) (* 1974), US-amerikanischer Bratschist
- Jonathan Brown (Footballspieler) (* 1981), australischer Footballspieler
- Jonathan Brown (Radsportler) (* 1997), US-amerikanischer Radrennfahrer
- Jonathan A.C. Brown (* 1977), US-amerikanischer Islamwissenschaftler und Persönlichkeit des Islams in den USA
- Jonathan C. Brown (* 1942), US-amerikanischer Historiker
- Jonathan Michael Brown (* 1971), britischer Langstreckenläufer, siehe Jon Brown
- Jordaan Brown (* 1992), englischer Fußballspieler
- Jordan Brown (Snookerspieler) (* 1987), nordirischer Snookerspieler
- Jordan Brown (Fußballspieler) (* 1991), deutscher Fußballspieler
- Jordan Brown (Fußballspieler, 1994) (* 1994), englischer Fußballspieler
- Jorge Brown (Fußballspieler) (1880–1936), argentinischer Fußballspieler
- Jorge Brown (* 1929), argentinischer Segler
- José Luis Brown (1956–2019), argentinischer Fußballspieler
- Joseph Brown (Astronom) (1733–1785), US-amerikanischer Astronom und Hochschullehrer
- Joseph Brown (Kupferstecher) (1809–1887), britischer Kupferstecher und Graveur
- Joseph Brown (Leichtathlet) (* 1996), US-amerikanischer Leichtathlet
- Joseph E. Brown (Joseph Emerson Brown; 1821–1894), US-amerikanischer Politiker
- Joseph Edgar Brown (1880–1939), US-amerikanischer Politiker
- Joseph Epes Brown (1920–2000), US-amerikanischer Anthropologe
- Joseph Mackey Brown (1851–1932), US-amerikanischer Politiker
- Joseph Randolph Brown (1861–1953), US-amerikanischer Maler
- Joseph Rogers Brown (1810–1876), US-amerikanischer Erfinder
- Josh Brown (Musiker) (* 1976), US-amerikanischer Musiker
- Josh Brown (Footballspieler) (* 1979), US-amerikanischer Footballspieler
- Josh Brown (Journalist), kanadischer Journalist und Sportreporter
- Josh Brown (Schauspieler) (* 1990), britischer Schauspieler
- Josh Brown (Eishockeyspieler) (* 1994), kanadischer Eishockeyspieler
- Joshua Brown (Fußballspieler) (* 1993), guyanischer  Fußballspieler
- Joshua Samuel Brown, US-amerikanischer Schriftsteller
- Joyce Anne Brown (1947–2015), US-amerikanisches Justizopfer
- Juan Domingo Brown (1888–1931), argentinischer Fußballspieler
- Judi Brown (Judith Lynne Brown; * 1961), US-amerikanische Hürdenläuferin
- Judith Brown (Bildhauerin) (1931–1992), US-amerikanische Tänzerin und Bildhauerin
- Judith Cora Brown (* 1946), US-amerikanische Historikerin
- Judith D. Brown (Judy Brown; 1941–2020), britische Medizinerin
- Judson Brown (≈1901–1933), US-amerikanischer Musiker
- Julia Brown (Volleyballspielerin, 1996) (* 1996), US-amerikanische Volleyballspielerin
- Julia Brown (Schauspielerin) (* 1997), britische Schauspielerin und Sängerin
- Julia Brown (Volleyballspielerin, 1999) (* 1999), US-amerikanische Volleyballspielerin

- Julie Brown (Schauspielerin) (* 1958), US-amerikanische Schauspielerin und Drehbuchautorin
- Julie Brown (britische Schauspielerin), britische Schauspielerin
- Julie Brown (Leichtathletin) (* 1955), US-amerikanische Langstreckenläuferin
- Julie Caitlin Brown (* 1961), US-amerikanische Schauspielerin
- Julie K. Brown (* 1961), US-amerikanische investigative Journalistin

- Julius Brown (* 2005), Fußballspieler der Amerikanischen Jungferninseln
- June Brown (1927–2022), britische Schauspielerin
- Junior Brown (* 1952), US-amerikanischer Musiker
- Junius F. Brown (1902–1970), US-amerikanischer Psychologe
- Justin Brown (Diplomat), australischer Diplomat
- Justin Brown (Dirigent) (* 1962), britischer Pianist und Dirigent
- Justin Brown (Basketballspieler) (* 1980), australischer Basketballspieler
- Justin Brown (Schlagzeuger) (* 1984), US-amerikanischer Schlagzeuger
- Justin Brown (Kameramann), US-amerikanischer Kameramann
- Justina Lee Brown (* 1984), nigerianische AfroPop-Sängerin

### K
- Kaci Brown (* 1988), US-amerikanische Sängerin
- Kane Brown (* 1993), US-amerikanischer Sänger
- Karen Brown (* 1963), britische Hockeyspielerin
- Karl Brown (1896–1990), US-amerikanischer Kameramann, Drehbuchautor und Regisseur
- Kasey Brown (* 1985), australische Squashspielerin
- Kate Brown (* 1960), US-amerikanische Politikerin
- Kate Brown (Historikerin) (* 1965), US-amerikanische Historikerin
- Katherine Brown, australische Maskenbildnerin
- Katheryn Russell-Brown (* 1961), US-amerikanische Rechtswissenschaftlerin, Kriminologin und Schriftstellerin
- Kathleen Brown (* 1945), US-amerikanische Politikerin (Demokratische Partei)
- Kathryne Dora Brown (* 1971), US-amerikanische Schauspielerin
- Kathy-Ann Brown (* 1961), jamaikanische Juristin
- Kay Morley-Brown (* 1963), britische Hürdenläuferin
- Kaylyn Brown (* 2004), US-amerikanische Leichtathletin
- Kazmiere Brown (* 1996), US-amerikanische Volleyballspielerin
- Keanu Marsh-Brown (Keanu Marqheal Marsh-Brown, * 1992), englisch-guyanischer Fußballspieler
- Keegan Brown (* 1992), englischer Dartspieler
- Keith Brown (Leichtathlet) (1913–1991), US-amerikanischer Leichtathlet
- Keith Brown (Eishockeyspieler) (* 1960), kanadischer Eishockeyspieler
- Keith Brown (Jazzpianist) (* um 1985), US-amerikanischer Jazzmusiker
- Keith Brown (Politiker) (* 1961), schottischer Politiker
- Keith Brown (Schiedsrichter), neuseeländischer Jurist und Rugby-Union-Schiedsrichter
- Keith L. Brown (1925–2016), US-amerikanischer Rechtsanwalt, Diplomat und Politiker
- Kelly Brown (* 1965), kanadische Turnerin
- Ken Brown (Fußballspieler) (Kenneth Brown; * 1934), englischer Fußballspieler und -trainer
- Ken Brown (Musiker) (Kenneth Brown; 1940–2010), britischer Musiker
- Ken Brown (Eishockeyspieler) (Kenneth Murray Brown; 1948–2022), kanadischer Eishockeytorwart
- Ken Brown (Golfspieler) (Kenneth John Brown; * 1957), schottischer Golfspieler
- Kendall Brown (* 1989), neuseeländische Snowboarderin
- Kenneth Brown (Eishockeyspieler) (auch Ken Brown; * 1956), kanadischer Eishockeyspieler
- Kenneth Brown (Designer) (* 1971), US-amerikanischer Designer
- Kenneth Charles Brown (1925–2016), kanadischer Diplomat
- Kenneth G. Brown, US-amerikanischer Drehbuchautor und Filmproduzent
- Kenneth Stephen Brown (* 1945), US-amerikanischer Mathematiker
- Kerrie Brown, Szenenbildnerin
- Kerry Brown (Wrestler) (1958–2009), kanadischer Wrestler
- Kerry Brown (Musiker) (* 1963), US-amerikanischer Musiker und Produzent
- Kerry Brown (Sinologe) (* um 1968), britischer Sinologe und Publizist
- Kerry Brown (Footballspieler) (* 1985), US-amerikanischer American-Football-Spieler
- Kerrith Brown (* 1962), britischer Judoka
- Ketanji Brown Jackson (* 1970), US-amerikanische Juristin
- Kevin Brown (Rugbyspieler, 1933) (1933–2000), australischer Rugby-League-Spieler
- Kevin Brown (Bluesmusiker) (* 1950), britischer Musiker
- Kevin Brown (Schauspieler), US-amerikanischer Schauspieler
- Kevin Brown (Historiker) (* 1961), britischer Historiker und medizinischer Archivar
- Kevin Brown (Leichtathlet) (* 1964), jamaikanischer und britischer Diskuswerfer
- Kevin Brown (Baseballspieler) (* 1965), US-amerikanischer Baseballspieler
- Kevin Brown (Eishockeyspieler, 1973) (* 1973), kanadischer Eishockeyspieler
- Kevin Brown (Eishockeyspieler, 1974) (* 1974), britisch-kanadischer Eishockeyspieler
- Kevin Brown (* 1976), US-amerikanischer Hip-Hop-Produzent und MC, siehe Kev Brown
- Kevin Brown (Rugbyspieler) (* 1984), britischer Rugby-League-Spieler
- Kevin Brown (Snookerspieler), britischer Snookerspieler
- Keyner Brown (* 1991), costa-ricanischer Fußballspieler
- Kiel Brown (* 1984), australischer Hockeyspieler
- Kimberly J. Brown (* 1984), US-amerikanische Schauspielerin
- Kipleigh Brown, US-amerikanische Schauspielerin und Komödiantin
- Kitty Brown (1899–≈1992), US-amerikanische Bluessängerin
- Kwame Brown (* 1982), US-amerikanischer Basketballspieler
- Kyle Brown (Fußballspieler) (* 1983), US-amerikanischer Fußballspieler
- Kyle Brown (Rugbyspieler) (Kyle Gie Brown; * 1987), südafrikanischer Rugby-Union-Spieler
- Kyle Brown (Skeletonpilot) (* 1989), US-amerikanischer Skeletonpilot

### L
- L. David Brown († 2011), US-amerikanischer Bischof
- L. Dean Brown (1920–1981), US-amerikanischer Diplomat und Botschafter
- Larry Brown (Basketballtrainer) (Lawrence Harvey Brown; * 1940), US-amerikanischer Basketballspieler und -trainer
- Larry Brown (Komponist), Filmkomponist
- Larry Brown (Eishockeyspieler) (* 1947), kanadischer Eishockeyspieler
- Larry Brown (Footballspieler, 1947) (Lawrence Brown Jr.; * 1947), US-amerikanischer American-Football-Spieler (Runningback der Washington Redskins)
- Larry Brown (Footballspieler, 1949) (* 1949), US-amerikanischer American-Football-Spieler (Offensive Tackle, Tight End der Pittsburgh Steelers)
- Larry Brown (Schriftsteller) (1951–2004), US-amerikanischer Schriftsteller
- Larry Brown (Leichtathlet) (* 1951), US-amerikanischer Sprinter
- Larry Brown (Footballspieler, 1955) (* 1955), US-amerikanischer American-Football-Spieler (Offensive Tackle der Kansas City Chiefs)
- Larry Brown (Footballspieler, 1963) (* 1963), US-amerikanischer American-Football-Spieler (Wide Receiver der Minnesota Vikings)
- Larry Brown (Footballspieler, 1969) (* 1969), US-amerikanischer American-Football-Spieler (Cornerback der Dallas Cowboys und Oakland Raiders)
- Larry Brown (Footballspieler, 1976) (* 1976), US-amerikanischer American-Football-Spieler (Tight End der Tennessee Titans)
- Larry Brown (Footballspieler, 1984) (* 1984), US-amerikanischer Arena-Football-Spieler (Defensive Tackle)
- Lascelles Brown (* 1974), kanadisch-jamaikanischer Bobfahrer
- Lathrop Brown (1883–1959), US-amerikanischer Politiker
- Laura Brown (* 1986), kanadische Radrennfahrerin
- Laurence Brown (1937–1998), britischer Fußballspieler
- Laurie Brown (Physiker) (1923–2019), US-amerikanischer Physiker und Wissenschaftshistoriker
- Laurie Brown (Schauspielerin) (* 1957), kanadische Schauspielerin
- Lawrence Brown (Posaunist) (1907–1988), US-amerikanischer Posaunist
- Lawrence A. Brown (1935–2014), US-amerikanischer Geograph
- Lawrence Benjamin Brown (1893–1973), US-amerikanischer Pianist und Arrangeur
- Lawrence D. Brown (Lawrence David Brown; 1940–2018), US-amerikanischer Statistiker
- Lawrence G. Brown (Lawrence Gerald Brown; * 1943), US-amerikanischer Mathematiker
- Lee James Brown (* 1990), englischer Fußballspieler
- Lee P. Brown (* 1937), US-amerikanischer Polizeibeamter und Politiker
- Leigh Ann Brown (* 1986), US-amerikanische Fußballspielerin
- Leon Brown (* 1996), walisischer Rugby-Union-Spieler
- Leroy Brown (1902–1970), US-amerikanischer Hochspringer
- Les Brown (1912–2001), US-amerikanischer Musiker und Bandleader
- Les Brown (Moderator) (* 1945), US-amerikanischer Motivationsredner, Autor, Politiker und Moderator
- Lesley Brown (Philosophiehistorikerin) (* 1944), britische Philosophiehistorikerin
- Lesley Brown (1947–2012), Mutter des ersten Retortenbabys, siehe Louise Brown
- Lesley Brown (Rektorin), kanadische Kinesiologin, Rektorin der Yukon University
- Lesley Brown (Basketballspielerin) (* 1969), US-amerikanische Basketballspielerin
- Leslie H. Brown (1917–1980), britischer Ornithologe, Agrarwissenschaftler und Ökologe
- Leslie Brown (Bischof) (1926–1999), britischer Bischof
- Leslie Brown (Fußballspieler) (1936–2021), englischer Fußballspieler
- Lester P. Brown Jr. (* um 1938), pensionierter Generalmajor der US Air Force
- Lester R. Brown (* 1934), US-amerikanischer Umweltforscher
- Lew Brown (1893–1958), US-amerikanischer Songwriter und Songtexter
- Liam Brown (* 1999), schottischer Fußballspieler
- Lillyn Brown (1885–1969), US-amerikanische Blues-Sängerin
- Lionel Brown (* 1987), Fußballtorhüter der Amerikanischen Jungferninseln
- Lisa Brown (1954–2021), US-amerikanische Schauspielerin
- Lisa Brown-Miller (1966–2025), US-amerikanische Eishockeyspielerin und -trainerin
- Logan Brown (* 1998), US-amerikanisch-kanadischer Eishockeyspieler
- Lorenzo Brown (* 1990), US-amerikanisch-spanischer Basketballspieler
- Louise Brown (* 1978), britische „in vitro“ gezeugte Frau
- Louise Fargo Brown (1878–1955), US-amerikanische Historikerin
- Lucy Brown (Schauspielerin) (* 1979), englische Schauspielerin
- Lucy Brown (Tennisspielerin) (* 1993), britische Tennisspielerin
- Lucy Madox Brown (1843–1894), britische Malerin und Schriftstellerin
- Lynne Brown (* 1961), südafrikanische Politikerin
- Lytle Brown (1872–1951), US-amerikanischer Generalmajor

### M
- Maddison Brown (* 1997), australische Schauspielerin
- Madeleine Duncan Brown (1925–2002), US-amerikanische mögliche Geliebte von Lyndon B. Johnson
- Majella Brown (* 1980), australische Volleyballspielerin
- Malcolm Brown (Szenenbildner) (Malcolm F. Brown; 1903–1967), US-amerikanischer Szenenbildner
- Malcolm Brown (Historiker) (* 1930), britischer Historiker und Autor
- Malcolm Brown (Journalist) (Malcolm Hamrick Brown; * 1947), australischer Journalist und Herausgeber
- Malcolm Brown (Footballspieler) (* 1993), US-amerikanischer American-Football-Spieler
- Malcom Brown (* 1994), US-amerikanischer American-Football-Spieler
- Marcia Brown (1918–2015), US-amerikanische Schriftstellerin und Illustratorin
- Marcus Brown (* 1974), US-amerikanischer Basketballspieler
- Margaret Brown (Frauenrechtlerin) (1867–1932), US-amerikanische Frauenrechtlerin und Titanic-Überlebende
- Margaret Lesley Bush-Brown (1857–1944), US-amerikanische Malerin und Radiererin
- Margaret Miller Brown (1903–1970), kanadische Pianistin und Musikpädagogin
- Margaret Wise Brown (1910–1952), US-amerikanische Schriftstellerin
- Marie Van Brittan Brown (1922–1999), US-amerikanische Krankenschwester und Erfinderin
- Marion Brown (1931–2010), US-amerikanischer Jazzmusiker
- Mark Brown (Politiker) (* 1963), Politiker der Cookinseln
- Mark Brown (Drehbuchautor), britischer Drehbuchautor, Regisseur und Produzent
- Mark Brown (Golfspieler) (* 1975), neuseeländischer Golfspieler
- Mark Brown (DJ), britischer DJ und Labelgründer
- Mark Brown (Fußballspieler) (* 1981), schottischer Fußballspieler
- Mark Anthony Brown (* um 1964), pensionierter Generalmajor der US Air Force
- Mark Malloch Brown, Baron Malloch-Brown (* 1953), britischer Journalist, Ökonom und Politiker
- Mark N. Brown (* 1951), US-amerikanischer Astronaut
- Marquise Brown (* 1997), US-amerikanischer American-Football-Spieler
- Marshall Brown (1920–1983), US-amerikanischer Posaunist, Musikpädagoge, Songwriter und Bandleader
- Martin Brown, US-amerikanischer Filmproduzent und Artdirector
- Marty Brown (* 1965), US-amerikanischer Sänger
- Martyn Brown (* 1953), britischer Wasserspringer
- Marvin Brown (Fußballspieler, 1974) (* 1974), honduranischer Fußballspieler
- Marvin Brown (Fußballspieler, 1983) (* 1983), englisch-honduranischer Fußballspieler
- Mary Ann Brown Patten (1837–1861), US-amerikanische Navigatorin und Kommandeurin
- Mary Antoinette Brown-Sherman (1926–2004), liberianische Pädagogin
- Mary Christina Brown (* 1986), US-amerikanische Schauspielerin, Model, Tänzerin und Sängerin
- Mary Ward Brown (1917–2013), US-amerikanische Schriftstellerin
- Matilda Brown (* 1987), australische Schauspielerin und Regisseurin
- Matt Brown (Regisseur) (Matthew Brown; * 1971), britischer Filmregisseur, Drehbuchautor und Produzent
- Matthew Brown (Reiter) (Matt Brown), US-amerikanischer Vielseitigkeitsreiter
- Matthew Brown (Produzent, 1976) (* 1976), südafrikanischer Filmproduzent
- Matthew Brown (Produzent, II), britischer Filmproduzent
- Matthew Brown (Baseballspieler) (Matt Brown; * 1982), US-amerikanischer Baseballspieler
- Matthew Brown (Tennisspieler) (Matt Brown; * 1986), britischer Tennisspieler
- Matthew Brown (Fußballspieler, 1989) (* 1989), Fußballspieler für Anguilla
- Matthew Brown (Fußballspieler, 1998) (* 1998), nordirischer Fußballspieler
- Matthew Brown (Eishockeyspieler) (Matt Brown; * 1999), US-amerikanischer Eishockeyspieler
- Matthew A. Brown (Politiker) (Matt Brown; * 1969), US-amerikanischer Jurist und Politiker
- Matthew A. Brown (Regisseur), australischer Drehbuchautor und Regisseur
- Matthew Emerson Brown, Filmkomponist und Schauspieler
- Matthew R. Brown, Mathematiker und Hochschullehrer
- Maurice Brown (Sänger) (1940–1997), kanadischer Opernsänger (Bass)
- Maurice Brown (Cellist), US-amerikanischer Cellist
- Maurice Brown (Jazzmusiker) (Mobetta; * 1981), US-amerikanischer Trompeter, Komponist und Produzent
- Maurice J. E. Brown (1906–1975), britischer Musikwissenschaftler
- Max Brown (Politiker) († 2012), australischer Politiker, Abgeordneter
- Max Brown (Schauspieler) (* 1981), britischer Filmschauspieler
- Max Brown (Kanute) (* 1995), neuseeländischer Kanute
- Maxine Brown (1931–2019), US-amerikanische Countrysängerin, siehe The Browns
- Maxine Brown (Soulsängerin) (* 1939), US-amerikanische Soul-Sängerin
- Maxine D. Brown, US-amerikanische Informatikerin
- Mel Brown (Musiker, 1939) (Melvin Brown; 1939–2009), US-amerikanischer Gitarrist, Bassist und Pianist
- Mel Brown (Musiker, 1944) (* 1944), US-amerikanischer Schlagzeuger
- Melanie Brown (Melanie B oder Mel B; * 1975), britische Sängerin
- Melvin Brown (Basketballspieler) (Mel Brown; * 1935), kanadischer Basketballspieler
- Melvin Brown (Fußballspieler) (* 1979), mexikanischer Fußballspieler
- Mercy Brown (1872–1892), US-amerikanische Farmerin und Tuberkuloseopfer
- Mervyn Brown (1923–2023), britischer Diplomat
- Mia Arnesby Brown (1867–1931), walisische Malerin
- Michael Brown (Filmeditor), US-amerikanischer Filmeditor
- Michael Brown (Komponist) (1920–2014), US-amerikanischer Musicalkomponist und Kinderbuchautor
- Michael Brown (Kanute) (* 1937), kanadischer Kanute
- Michael Brown (Geologe) (* 1947), britischer Petrologe
- Michael Brown (Musiker) (1949–2015), US-amerikanischer Keyboarder
- Michael Brown (Jurist) (* 1954), US-amerikanischer Jurist und Regierungsbeamter (Federal Emergency Management Agency (FEMA))
- Michael Brown (Geschäftsmann) (* 1966), schottischer Geschäftsmann
- Michael Brown (Filmemacher), Kameramann, Regisseur, Drehbuchautor und Produzent
- Michael Brown (Tennisspieler) (* 1971), Tennisspieler aus Hongkong
- Michael Brown (Fußballspieler, 1977) (* 1977), englischer Fußballspieler
- Michael Brown (Fußballspieler, 1985) (* 1985), englischer Fußballspieler
- Michael Brown (1996–2014), US-amerikanischer Schüler und Opfer von Polizeigewalt, siehe Todesfall Michael Brown
- Michael E. Brown (* 1965), US-amerikanischer Astronom
- Michael-Ryan Brown (* 1985), US-amerikanischer Eishockeytorwart
- Michael Stuart Brown (* 1941), US-amerikanischer Genetiker
- Michele Brown (* 1939), australische Hochspringerin
- Mike Brown (Unternehmer) (* 1935), US-amerikanischer Unternehmer
- Mike Brown (Badminton) (* 1957), englischer Badmintonspieler
- Mike Brown (Skirennläufer) (* 1962), US-amerikanischer Skirennläufer
- Mike Brown (* 1965), US-amerikanischer Astronom, siehe Michael E. Brown
- Mike Brown (Basketballtrainer) (* 1970), US-amerikanischer Basketballtrainer
- Mike Brown (Rennfahrer) (* 1972), US-amerikanischer Motorradrennfahrer
- Mike Brown (Footballspieler) (* 1978), US-amerikanischer Footballspieler
- Mike Brown (Eishockeyspieler, 1979) (Michael W. Brown; * 1979), kanadischer Eishockeyspieler
- Mike Brown (Schwimmer) (* 1984), kanadischer Schwimmer
- Mike Brown (Eishockeyspieler, März 1985) (* 1985), US-amerikanischer Eishockeytorwart
- Mike Brown (Eishockeyspieler, Juni 1985) (Michael Steven Brown; * 1985), US-amerikanischer Eishockeyspieler
- Mike Brown (Rugbyspieler) (* 1985), englischer Rugby-Union-Spieler
- Miles Brown (* um 2005), US-amerikanischer Schauspieler, Synchronsprecher, Rapper und Tänzer
- Millie Bobby Brown (* 2004), britische Schauspielerin
- Milton Brown (Politiker) (1804–1883), US-amerikanischer Politiker
- Milton Brown (Musiker) (1903–1936), US-amerikanischer Musiker
- Milton Wolf Brown (1911–1998), US-amerikanischer Kunsthistoriker
- Miquel Brown (* 1945), US-amerikanische Sängerin und Schauspielerin
- Mitchel Brown (* 1981), honduranischer Fußballspieler

- Mitchell Brown (Fußballspieler, 1988) (* 1988), australischer Fußballspieler
- Mitchell Brown (Fußballspieler, 1990) (* 1990), australischer Fußballspieler
- Mitchell Brown (Rugbyspieler, 1987) (* 1987), australischer Rugbyspieler
- Mitchell Brown (Rugbyspieler, 1993) (* 1993), neuseeländischer Rugbyspieler
- Mitchell Brown (Snowboarder) (* 1987), neuseeländischer Snowboarder

- Moira Brown (* 1952), britische Schwimmerin
- Molly Brown (1867–1932), US-amerikanische Frauenrechtlerin und Titanic-Überlebende, siehe Margaret Brown (Frauenrechtlerin)
- Molly Brown (Schauspielerin) (* 1994), US-amerikanische Schauspielerin
- Monty Brown (* 1970), US-amerikanischer Wrestler und American-Football-Spieler
- Mordecai Brown (1876–1948), US-amerikanischer Baseballspieler
- Morgan Brown (* 1995), philippinische Fußballspielerin
- Morris Brown (* 1961), Tennisspieler der Amerikanischen Jungferninseln
- Morton Brown (1931–2024), US-amerikanischer Mathematiker
- Myra Sadd Brown (1872–1938), englisch-britische Suffragette

### N
- Nacio Herb Brown (1896–1964), US-amerikanischer Songwriter und Komponist
- Nappy Brown (1929–2008), US-amerikanischer Bluessänger
- Nat Brown (Fußballspieler, 1867) (Nathaniel McAuley Brown; 1867–1939), irischer Fußballspieler
- Nat Brown (Fußballspieler, 1981) (Nathaniel Levi Brown; * 1981), englischer Fußballspieler
- Natalie Brown (Schauspielerin) (* 1973), kanadische Schauspielerin
- Natalie Brown (Boxerin) (* 1979), US-amerikanische Boxerin
- Natalie Brown (Musikerin), kanadische Sängerin
- Natasha Brown, britische Autorin
- Natasha Kaiser-Brown (* 1967), US-amerikanische Leichtathletin
- Nathan Brown (* 1991), US-amerikanischer Radrennfahrer
- Nathaniel Brown (Schauspieler) (* 1988) US-amerikanischer Schauspieler
- Nathaniel Brown (Fußballspieler) (* 2003), deutscher Fußballspieler
- Neave Brown (1929–2018), US-amerikanisch-britischer Architekt
- Neil Brown (* 1940), australischer Autor und Politiker
- Neil Brown Jr. (* 1980), US-amerikanischer Schauspieler
- Neill S. Brown (1810–1886), US-amerikanischer Politiker
- Newsboy Brown (1905–1977), US-amerikanischer Boxer
- Nicholas Brown Sr. (1729–1791), US-amerikanischer Händler
- Nicholas Brown Jr. (1769–1841), US-amerikanischer Geschäftsmann
- Nicholas Brown (Politiker) (1792–1859), US-amerikanischer Politiker
- Nicholas Edward Brown (1849–1934), englischer Botaniker und Taxonom
- Nick Brown (Politiker) (* 1950), britischer Politiker
- Nick Brown (Tennisspieler) (* 1961), britischer Tennisspieler
- Nicky Brown (Fußballspieler, 1966) (Nicholas Lee Brown; * 1966), englischer Fußballspieler
- Nicky Brown (Fußballspieler, 1973) (Nicholas James Brown; * 1973), englischer Fußballspieler
- Nicole Brown Simpson (1959–1994), US-amerikanisches Mordopfer
- Nina Basovic Brown, deutsche Schriftstellerin
- Norman Brown (Curler) (* 1961), schottischer Curler
- Norman Brown (Gitarrist) (* 1970), amerikanischer Jazzgitarrist
- Norman Oliver Brown (1913–2002), amerikanischer Kritiker und Philosoph
- Norris Brown (1863–1960), US-amerikanischer Politiker

### O
- O. Nicholas Brown (* 1939), US-amerikanischer Filmeditor
- Odell Brown (1940–2011), US-amerikanischer Musiker, Arrangeur und Songwriter
- Ola Brown (* 1986), britisch-nigerianische Ärztin und Unternehmerin
- Oli Brown (* 1989), britischer Bluesrock-Gitarrist und Singer-Songwriter
- Oliver Brown (* 1994), englischer Snookerspieler
- Olivia Brown (* 1960), US-amerikanische Schauspielerin
- Olivia Carnegie-Brown (* 1991), britische Ruderin
- Ollie Brown (1944–2015), US-amerikanischer Baseballspieler
- Olo Brown (* 1967), neuseeländischer Rugby-Union-Spieler
- Olympia Brown (1835–1926), US-amerikanische Geistliche und Frauenrechtlerin
- Omar Brown (* 1982), jamaikanischer Sprinter
- Oona Brown (* 2004), US-amerikanische Eiskunstläuferin
- Orien Brown (* 1952), US-amerikanische Sprinterin
- Orlando Brown (Footballspieler) (1970–2011), US-amerikanischer Footballspieler
- Orlando Brown (Schauspieler) (* 1987), US-amerikanischer Schauspieler, Sänger und Synchronsprecher
- Orlando Brown Jr. (* 1996), US-amerikanischer Footballspieler
- Oscar Brown, Jr. (1926–2005), US-amerikanischer Jazz-Sänger und Texter
- Oscar Mario Brown Jiménez (* 1937), panamaischer Priester, Bischof von Santiago de Veraguas
- Otis Brown III (* 1974), US-amerikanischer Musiker

### P
- P. J. Brown (* 1969), US-amerikanischer Basketballspieler
- Pamela Brown (1917–1975), britische Schauspielerin
- Panama Al Brown (1902–1951), panamaischer Boxer
- Pat Brown (1905–1996), US-amerikanischer Politiker
- Pat Crawford Brown (1929–2019), US-amerikanische Schauspielerin
- Patrick Brown, bekannt als Sleepy Brown (* 1970), US-amerikanischer Sänger und Musikproduzent
- Patrick Brown (Footballspieler) (* 1986), US-amerikanischer American-Football-Spieler
- Patrick Brown (Eishockeyspieler) (* 1992), US-amerikanischer Eishockeyspieler
- Patrick Brown (Boxer) (* 1999), britischer Boxer
- Patrick O. Brown (* 1954), US-amerikanischer Biochemiker
- Paul Brown (Bassist) (1934–2016), US-amerikanischer Jazzbassist, Impresario und Musikpädagoge
- Paul Brown (Politiker) (1880–1961), US-amerikanischer Politiker
- Paul Brown (Footballtrainer) (1908–1991), US-amerikanischer American-Football-Trainer
- Paul Brown (Kostümbildner) (1960–2017), britischer Kostüm- und Bühnenbildner
- Paul Brown (Drehbuchautor), US-amerikanischer Drehbuchautor
- Paul Brown (Fußballspieler) (* 1991), Fußballspieler für die Cayman Islands
- Paul Edward Brown (* 1952), US-amerikanischer American-Football-Spieler, siehe Eddie Brown (Footballspieler, 1952)
- Paul Graham Brown, Musical-Komponist, Regisseur und Autor
- Paul W. Brown (1915–2000), US-amerikanischer Jurist und Politiker
- Peggy Brown (* 1930), deutsche Schlagersängerin
- Pete Brown (Saxophonist) (1906–1963), US-amerikanischer Jazzmusiker
- Pete Brown (Schlagzeuger) (1921–2009), norwegischer Jazzmusiker
- Pete Brown (Golfspieler) (1935–2015), US-amerikanischer Golfspieler
- Pete Brown (Songwriter) (1940–2023), britischer Dichter und Songwriter
- Peter Brown (Illustrator, 1799) († 1799), britischer Maler und Illustrator
- Peter Brown (Fußballspieler, 1934) (1934–2011), englischer Fußballspieler
- Peter Brown (Historiker) (* 1935), irischer Historiker
- Peter Brown (Schauspieler) (1935–2016), US-amerikanischer Schauspieler
- Peter Brown (Rugbyspieler) (* 1941), schottischer Rugby-Union-Spieler
- Peter Brown (Unternehmer) (* 1941), kanadischer Unternehmer
- Peter Brown (Bischof) (* 1947), neuseeländischer Ordensgeistlicher, Bischof von Samoa-Pago Pago
- Peter Brown (Paläoanthropologe) (* 1954), australischer Paläoanthropologe
- Peter Brown (Sänger) (* 1956), britischer Sänger
- Peter Brown (Fußballspieler, 1961) (* 1961), englischer Fußballspieler
- Peter Brown (Illustrator, 1979) (* 1979), amerikanischer Autor und Illustrator
- Peter Brown (Schauspieler, 1986) (* 1986), kanadischer Schauspieler, Reality-TV-Teilnehmer und Fernsehmoderator
- Phil Brown (Schauspieler) (1916–2006), US-amerikanischer Schauspieler
- Phil Brown (Musiker), US-amerikanischer Musiker und Komponist
- Phil Brown (Fußballspieler, 1959) (* 1959), englischer Fußballspieler und -trainer
- Phil Brown (Fußballspieler, 1966) (* 1966), englischer Fußballspieler
- Phil Brown (Skirennläufer) (* 1991), kanadischer Skirennläufer
- Philip Brown (Leichtathlet) (* 1962), britischer Leichtathlet
- Philip Martin Brown (* 1956), englischer Schauspieler
- Pierce Brown (* 1988), US-amerikanischer Schriftsteller
- Piney Brown (1922–2009), US-amerikanischer R&B- und Bluessänger und Songwriter
- Prentiss M. Brown (1889–1973), US-amerikanischer Politiker
- Preston Brown (1872–1948), US-amerikanischer Generalmajor
- Princess Brown (* 1986), jamaikanische Fußballschiedsrichterassistentin
- Pucho Brown (1938–2022), US-amerikanischer Perkussionist und Bandleader
- Pud Brown (1917–1996), US-amerikanischer Musiker und Komponist

### R
- Rachel Brown (* 1980), englische Fußballspielerin
- Rachel Fuller Brown (1898–1980), US-amerikanische Chemikerin
- Rafe M. Brown (* 1968), US-amerikanischer Herpetologe
- Ralph Brown, Pseudonym von Renato Polselli (1922–2006), italienischer Drehbuchautor und Regisseur
- Ralph Brown (Bildhauer) (1928–2013), britischer Bildhauer
- Ralph Brown (Fußballspieler) (* 1944), englischer Fußballspieler
- Ralph Brown (Schauspieler) (* 1957), britischer Schauspieler
- Ralph Brown (Footballspieler) (* 1978), US-amerikanischer Footballspieler
- Ralph A. Brown (1889–1958), britischer Kunsthändler und Diplomat
- Ralph Kilner Brown (1909–2003), britischer Leichtathlet, Richter und Politiker
- Ray Brown (1926–2002), US-amerikanischer Jazzbassist
- Rasheem Brown (* 2000), kaimanischer Hürdenläufer
- Ray Brown (Ringer) (* 1943), australischer Ringer
- Raymond Edward Brown (1928–1998), US-amerikanischer Theologe
- Raymond Matthews Brown (1926–2002), US-amerikanischer Jazzbassist, siehe Ray Brown
- Raymond Brown (Schwimmer) (* 1969), kanadischer Schwimmer
- Raymond Brown (Schauspieler) (1874–1939), US-amerikanischer Schauspieler
- Raymond Brown (Leichtathlet) (* 1988), jamaikanischer Kugelstoßer
- Reb Brown (* 1948), US-amerikanischer Schauspieler
- Rebecca Brown (Missionarin) (* 1948), US-amerikanische Missionarin und christliche Autorin

- Rebecca Brown, Pseudonym Rebecca Ore (* 1948), US-amerikanische Science-Fiction-Autorin
- Rebecca Brown (Schriftstellerin) (* 1956), US-amerikanische Schriftstellerin
- Rebecca Brown (Schwimmerin) (* 1977), australische Schwimmerin
- Rebecca Julia Brown (* 1992), US-amerikanische Schauspielerin
- Reece Brown (Fußballspieler, 1991) (* 1991), englischer Fußballspieler
- Reece Brown (Fußballspieler, 1996) (* 1996), englischer Fußballspieler
- Reuben Brown (1939–2018), US-amerikanischer Jazzpianist
- Rex Brown (* 1964), US-amerikanischer -Bassist
- Reynaldo Brown (* 1950), US-amerikanischer Hochspringer
- Rhyon Nicole Brown (* 1992), US-amerikanische Schauspielerin, Sängerin und Tänzerin
- Richard Brown (Kapitän) (1813–1885), US-amerikanischer Lotse und Kapitän
- Richard Brown (Musiker) (Rabbit Brown; um 1880–1937), US-amerikanischer Gitarrist und Komponist
- Richard Brown (Fußballspieler, 1967) (* 1967), englischer Fußballspieler
- Richard Brown (Fußballspieler, 1973) (* 1973), englischer Fußballspieler
- Richard Brown (Tennisspieler) (* 1983), Tennisspieler aus Trinidad und Tobago
- Richard Brown (Rugbyspieler) (* 1984), australischer Rugby-Union-Spieler
- Richard C. Brown (1939–2004), US-amerikanischer Diplomat
- Rita Mae Brown (* 1944), US-amerikanische Schriftstellerin
- Ritza Brown, italienische Schauspielerin und Filmproduzentin
- Rob Brown (Musiker) (* 1962), US-amerikanischer Saxophonist
- Rob Brown (Eishockeyspieler, 1968) (* 1968), kanadischer Eishockeyspieler
- Rob Brown (Eishockeyspieler, 1981) (* 1981), deutsch-kanadischer Eishockeyspieler
- Rob Brown (Schauspieler) (* 1984), US-amerikanischer Schauspieler
- Robert Brown (Politiker, 1744) (1744–1823), US-amerikanischer Politiker (Pennsylvania)
- Robert Brown (Botaniker, 1773) (1773–1858), britischer Arzt, Botaniker, Namensgeber der Brownschen Bewegung
- Robert Brown (Botaniker, 1824) (zw. 1821 und 1824–1906), Schotte, Brite, später in Neuseeland, Schuhmacher, Florist und Bryologe
- Robert Brown (Botaniker, 1842) (1842–1895), schottischer Wissenschaftler, Entdecker und Autor.
- Robert Brown (Fußballspieler, 1856) (1856–1904), schottischer Fußballspieler
- Robert Brown (Fußballspieler, 1860) (1860–1940), schottischer Fußballspieler
- Robert Brown (Sportschütze) (1873–1919), britischer Sportschütze
- Robert Brown (Fußballtrainer) (1873–1935), englischer Fußballtrainer
- Robert Brown (Fußballspieler, 1920) (1920–2001), englischer Fußballspieler
- Robert Brown (Schauspieler, 1921) (1921–2003), britischer Schauspieler
- Robert Brown (Schauspieler, 1926) (1926–2022), US-amerikanischer Schauspieler
- Robert Brown, bekannt als Smoky Babe (1927–1973), US-amerikanischer Bluesmusiker
- Robert Brown (Filmeditor) (* 1929), US-amerikanischer Filmeditor
- Robert Brown (Leichtathlet) (1937–2007), australischer Hammerwerfer
- Robert Brown (Politiker, 1947) (* 1947), schottischer Politiker
- Robert Brooks Brown (* 1959), US-amerikanischer General im Ruhestand
- Robert Crofton Brown (1921–1996), britischer Politiker
- Robert G. W. Brown, britischer Physiker
- Robert Hanbury Brown (1916–2002), englischer Astronom
- Robert James Brown (* 1944), australischer Politiker (Grüne), siehe Bob Brown (Politiker, 1944)
- Robert Leslie Brown, australischer Politiker, Mitglied des Parlaments
- Robert Stanford Brown (1941–2023), US-amerikanischer American-Football-Spieler, siehe Bob Brown (Footballspieler, 1941)
- Roberta Brown (* 1947), US-amerikanische Speerwerferin
- Roberto Brown (* 1977), panamaischer Fußballspieler
- Robyn Brown (* 1994), philippinische Leichtathletin
- Rod Brown (* 1964), australischer Fußballspieler
- Rodney Brown (* 1948), australischer Springreiter
- Roger Brown (Psychologe) (Roger William Brown, 1925–1997), US-amerikanischer Sozialpsychologe
- Roger Brown (Footballspieler, 1937) (* 1937), US-amerikanischer American-Football-Spieler
- Roger Brown (Künstler) (1941–1997), US-amerikanischer Künstler und Maler
- Roger Brown (Basketballspieler, 1942) (1942–1997), US-amerikanischer Basketballspieler
- Roger Brown (Basketballspieler, 1950) (1950–2023), US-amerikanischer Basketballspieler
- Roger Brown (Fußballspieler) (1952–2011), englischer Fußballspieler und -trainer
- Roger Brown (Footballspieler, 1966) (* 1966), US-amerikanischer American-Football-Spieler
- Roger Brown (Ruderer) (* 1968), britischer Ruderer
- Roger Aaron Brown (* 1949), US-amerikanischer Schauspieler
- Roger Heath-Brown (* 1952), britischer Mathematiker
- Roland Wilbur Brown (1893–1961), US-amerikanischer Paläobotaniker
- Rollo Walter Brown (1880–1956), US-amerikanischer Schriftsteller und Professor der Rhetorik
- Ron Brown (Schauspieler), US-amerikanischer Schauspieler
- Ron Brown (Politiker, 1940) (1940–2007), schottischer Politiker
- Ron Brown (Politiker, 1941) (1941–1996), US-amerikanischer Politiker
- Ron Brown (Leichtathlet) (* 1961), US-amerikanischer Sprinter
- Ronald Brown (Politiker) (1921–2002), englischer Politiker
- Ronald Brown (Bischof) (* 1925), Bischof von Birkenhead
- Ronald Brown (Mathematiker) (1935–2024), britischer Mathematiker und Hochschullehrer
- Ronald Brown (Musiker), US-amerikanischer Bassist
- Roosevelt Brown (1932–2004), US-amerikanischer American-Football-Spieler
- Rosel George Brown (1926–1967), US-amerikanische Science-Fiction-Autorin
- Rosemary Brown (1916–2001), englisches Musikmedium
- Rosemary Brown (Schwimmerin) (* 1961), australische Schwimmerin
- Ross Brown (1934–2014), neuseeländischer Rugby-Union-Spieler
- Rowland Brown (1897–1963), US-amerikanischer Drehbuchautor und Filmregisseur
- Roxanna M. Brown (1946–2008), US-amerikanische und thailändische Kunsthistorikerin
- Roy Brown (Fußballspieler, 1917) (1917–2005), englischer Fußballspieler
- Roy Brown (Fußballspieler, 1923) (1923–1989), englischer Fußballspieler
- Roy Brown (Fußballspieler, 1925) (1925–2004), englischer Fußballspieler
- Roy Brown (Bluesmusiker) (1925–1981), US-amerikanischer Bluessänger
- Roy Brown (Fußballspieler, 1932) (1932–2016), englischer Fußballspieler
- Roy Brown (Fußballspieler, 1945) (* 1945), englischer Fußballspieler
- Roy Brown (Komponist) (* 1945), puerto-ricanischer Komponist und Sänger
- Roy Brown (Komiker) (Chubby; * 1945), englischer Komiker, Schauspieler, Drehbuchautor und Musiker
- Roy W. Brown (* 1937), englischer Ingenieur und Menschenrechtsaktivist
- Ruben Brown (* 1972), US-amerikanischer American-Football-Spieler
- Rufus E. Brown (1854–1920), US-amerikanischer Jurist, der von 1912 bis 1915 Attorney General of Vermont war
- Russ Brown (Filmtechniker), US-amerikanischer Filmtechniker und Produktionsmanager
- Russ Brown (Schauspieler) (1892–1964), US-amerikanischer Schauspieler
- Russell Brown (Politiker, 1911) (1911–1971), kanadischer Politiker
- Russell Brown (Politiker, 1951) (* 1951), schottischer Politiker
- Russell A. Brown (* 1952), US-amerikanischer Mediziner
- Russell Wolf Brown (* 1985), US-amerikanischer Leichtathlet
- Ruth Brown (1928–2006), US-amerikanische Sängerin
- Ruth Winifred Brown (1891–1975), US-amerikanische Bibliothekarin und Bürgerrechtlerin

### S
- Sally Brown (* 1981), britische Küstenforscherin
- Sam Brown (Samantha Brown; * 1964), englische Sängerin und Songwriterin
- Sam Brown (Regisseur) (* 1982), englischer Musiktheaterregisseur
- Sam Leigh-Brown (* 1969), britische Popsängerin
- Sam T. Brown (1939–1977), US-amerikanischer Jazzgitarrist
- Samuel Brown (Maschinenbauingenieur) (vor 1823–1849), englischer Maschinenbauingenieur,  Erfinder eines Verbrennungsmotors (Gasmotor)
- Samuel Brown (Bauingenieur) (1776–1852), englischer Ingenieur und Brückenbauer
- Samuel Brown (Footballspieler) (* 2002), US-amerikanischer American-Football-Spieler
- Samuel Robbins Brown (1810–1880), US-amerikanischer Pädagoge
- Sandra Brown (Leichtathletin) (* 1946), australische Sprinterin
- Sandra Brown (Autorin) (* 1948), US-amerikanische Schriftstellerin
- Sandy Brown (Fußballspieler, 1877) (Alexander Brown; 1877–1944), schottischer Fußballspieler
- Sandy Brown (Musiker) (1929–1975), britischer Jazzmusiker
- Sandy Brown (Fußballspieler, 1939) (Alexander Dewar Brown; 1939–2014), schottischer Fußballspieler
- Scott Brown (Politiker) (* 1959), US-amerikanischer Politiker
- Scott Brown (DJ) (bürgerlich Alexander Brown; * 1972), schottischer DJ und Musikproduzent
- Scott Brown (Turner) (* 1983), australischer Trampolinturner
- Scott Brown (Golfspieler) (* 1983), US-amerikanischer Golfspieler
- Scott Brown (Fußballspieler) (* 1985), schottischer Fußballspieler und -trainer
- Scoville Brown (1915–1994), US-amerikanischer Jazzmusiker
- Sean Brown (* 1976), kanadischer Eishockeyspieler und -trainer
- Selvin Brown, honduranischer Fußballschiedsrichter
- Seth W. Brown (1841–1923), US-amerikanischer Politiker
- Shandria Brown (* 1983), bahamaische Sprinterin
- Shannon Brown (* 1985), US-amerikanischer Basketballspieler
- Sharon Brown (* 1946), kanadische Schriftstellerin
- Sharon Garlough Brown (* 1969), US-amerikanische Pastorin und Schriftstellerin
- Shavon John-Brown (Shavon Owner John-Brown, * 1995), kanadisch-grenadischer Fußballspieler
- Shay Brown (* 1973), US-amerikanische Schauspielerin
- Sheldon Brown (1944–2008), US-amerikanischer Fahrradmechaniker und Autor
- Sheldon D. Brown, US-amerikanischer Theater- und Filmschauspieler
- Shelley-Ann Brown (* 1980), kanadische Bobsportlerin
- Sherrod Brown (* 1952), US-amerikanischer Politiker
- Shontel Brown (* 1975), US-amerikanische Politikerin
- Sidney Brown (Ingenieur) (Sidney William Brown; 1865–1941), Schweizer Ingenieur, Erfinder und Kunstsammler
- Sidney Brown (Mafioso) (Fats Brown), US-amerikanischer Mobster
- Sidney George Brown (1873–1948), britischer Elektrotechniker und Erfinder
- Simeon Brown (Politiker, Neuseeland) (* 1991), neuseeländischer Politiker der New Zealand National Party
- Simeon B. Brown (1812–1893), amerikanischer General
- Simon Brown (Politiker) (1802–1873), US-amerikanischer Politiker
- Simon Brown, Baron Brown of Eaton-under-Heywood (1937–2023), britischer Anwalt und Richter
- Simon Brown (Skirennläufer) (* 1942), australischer Skirennläufer
- Simon Brown (Autor) (* 1956), australischer Schriftsteller
- Simon Brown (Boxer) (* 1963), jamaikanischer Boxer
- Simon Brown (Fußballspieler, 1976) (* 1976), englischer Fußballtorhüter
- Simon Brown (Fußballspieler, 1983) (* 1983), englischer Fußballspieler
- Simona Brown (* 1994), britische Schauspielerin
- Simpson Leroy Brown (1881–1966), US-amerikanischer Physiker
- Sky Brown (* 2008), britische Skateboarderin
- Sleepy Brown (eigentlich Patrick Brown; * 1970), US-amerikanischer Sänger und Musikproduzent
- Sonny Brown (* 1936), US-amerikanischer Jazz-Schlagzeuger, Komponist und Musikpädagoge
- Sophia Brown (* 1991), britische Schauspielerin
- Sophie Brown (* 1993), englische Badmintonspielerin
- Sophina Brown (* 1976), US-amerikanische Schauspielerin
- Stanley Brown (1875–??), kanadischer Sportschütze
- Stephanie Brown Trafton (* 1979), US-amerikanische Diskuswerferin
- Stephen Brown (Schauspieler, 1917) (1917–1998), Schauspieler
- Stephen Brown (Komponist) (* 1948), kanadischer Komponist
- Stephen Brown (Kanute) (Stephen James Brown; * 1956), britischer Kanute
- Stephen Brown (Schiedsrichter) (* 1974), jamaikanischer Fußballschiedsrichter
- Stephen Brown (Journalist) (1953 oder 1954–2021), britischer Journalist
- Stephen F. Brown (* 1940), britischer Bauingenieur
- Sterling Allen Brown (1901–1989), US-amerikanischer Dichter und Anglist
- Sterling K. Brown (* 1976), US-amerikanischer Schauspieler
- Sterling Brown (Basketballspieler) (Sterling Damarco Brown; * 1995), US-amerikanischer Basketballspieler
- Steve Brown (Bassist) (1890–1965), US-amerikanischer Jazz-Bassist und -Tubist
- Steve Brown (Curler) (* 1946), US-amerikanischer Curler
- Steve Brown (Fußballspieler, 1952) (* 1952), englischer Fußballspieler
- Steve Brown (Footballspieler) (* 1960), US-amerikanischer American-Football-Spieler
- Steve Brown (Dartspieler, 1962) (* 1962), US-amerikanischer Dartspieler
- Steve Brown (Fußballspieler, 1966) (* 1966), englischer Fußballspieler
- Steve Brown (Komponist) (1954–2024), britischer Komponist und Liedtexter
- Steve Brown (Schlagzeuger) (* 1968), britischer Jazz-Schlagzeuger
- Steve Brown (Leichtathlet) (* 1969), Hürdenläufer US-amerikanischer Herkunft aus Trinidad und Tobago
- Steve Brown (Fußballspieler, 1972) (* 1972), englischer Fußballspieler
- Steve Brown (Fußballspieler, 1973) (* 1973), englischer Fußballspieler
- Steve Brown (Dartspieler, 1981) (* 1981), englischer Dartspieler
- Steve Brown, Spitzname des US-amerikanischen Schauspielers Stephen Brown (Schauspieler)
- Steven Brown (* 1986), australischer Judoka
- Susan Brown (Schauspielerin, 1932) (1932–2018), US-amerikanische Schauspielerin
- Susan Brown (Schauspielerin, 1946) (* 1946), britische Schauspielerin
- Susan Brown (Ruderin) (* 1958), britische Ruderin
- Susan N. Brown (1937–2017), britische Mathematikerin und Hochschullehrerin
- Suzy Batkovic-Brown (* 1980), US-amerikanische Basketballspielerin

### T
- Tally Brown (1924–1989), US-amerikanische Sängerin sowie Schauspielerin und gehörte zu den Warhol-Superstars
- Tea Robakidze Brown (* 1973), georgische Musikpädagogin, Schauspielerin, Regisseurin und Filmproduzentin
- Ted Brown (Footballspieler) (* 1957), US-amerikanischer Footballspieler
- Ted Brown (Saxophonist) (* 1927), US-amerikanischer Jazzsaxophonist
- Ted W. Brown (1906–1984), US-amerikanischer Politiker
- Teddy Brown (Abraham Himmelbrand; 1900–1946), US-amerikanischer Musiker
- T'erea Brown (* 1989), US-amerikanische Hürdenläuferin
- Terrezene Brown (* 1947), US-amerikanische Hochspringerin
- Terry Lee Brown Jr., Musikproduzent und DJ
- Thabiso Brown (* 1995), lesothischer Fußballspieler
- Thad H. Brown (1887–1941), US-amerikanischer Politiker
- Theophilus Brown († 2012), US-amerikanischer Maler
- Thomas Brown (Philosoph) (1778–1820), schottischer Philosoph, Mediziner und Dichter
- Thomas Brown (Naturforscher) (1785–1862), britischer Naturforscher
- Thomas Brown (Gouverneur) (1785–1867), US-amerikanischer Politiker (Florida)
- Thomas Brown (Politiker) (1811–1881), britischer Kaufmann und Politiker
- Thomas Brown (Sportschütze) (Thomas Granville Brown, auch Tom Brown; 1885–1950), US-amerikanischer Sportschütze
- Thomas Brown (Radsportler) (* 1987), US-amerikanischer Radsportler
- Thomas Arnold Brown (1893–1965), englischer Mathematiker
- Thomas Hamilton-Brown (1916–1981), südafrikanischer Boxer
- Thomas Townsend Brown (1905–1985), US-amerikanischer Physiker
- Thomas William Brown (1926–1945), britischer Seemann, siehe Tommy Brown (Seemann)
- Thomas Wilson Brown (* 1972), US-amerikanischer Schauspieler
- Tiara Brown (* 1988), US-amerikanische Boxerin
- Tim Brown (Eiskunstläufer) (1938–1989), US-amerikanischer Eiskunstläufer
- Tim Brown (Designer) (* 1962), britischer Industriedesigner
- Tim Brown (Politiker) (* 1962), US-amerikanischer Politiker
- Tim Brown (Footballspieler) (* 1966), US-amerikanischer American-Football-Spieler
- Tim Brown (Fußballspieler) (* 1981), neuseeländischer Fußballspieler
- Timothy Brown (Bankier) (1744–1820), englischer Bankier
- Timothy Brown (Richter) (1889–1977), US-amerikanischer Jurist und Richter
- Timothy Brown (Schauspieler) (1937–2020), US-amerikanischer Schauspieler und American-Football-Spieler
- Timothy Brown (Hornist), englischer Hornist und Hochschullehrer
- Timothy Ray Brown (The Berlin Patient; 1966–2020), US-amerikanischer Übersetzer und HIV-Patient
- Tina Brown (* 1953), britisch-amerikanische Journalistin
- Titus Brown (1786–1849), US-amerikanischer Politiker
- Tod David Brown (1936–2023), US-amerikanischer Geistlicher, Bischof von Orange
- Tom Brown (Baseballspieler, 1860) (1860–1927), US-amerikanischer Baseballspieler und -manager
- Tom Brown (Jazzmusiker) (1888–1958), US-amerikanischer Jazzmusiker
- Tom Brown (Fußballspieler, 1909) (Thomas Edward Brown; 1909–1986), englischer Fußballtorhüter
- Tom Brown (Schauspieler) (1915–1990), US-amerikanischer Schauspieler
- Tom Brown (Fußballspieler, 1919) (1919–2000), schottischer Fußballspieler
- Tom Brown (Tennisspieler) (Thomas Pollok Brown, Jr.; 1922–2011), US-amerikanischer Tennisspieler
- Tom Brown (Footballspieler, 1936) (* 1936), US-amerikanischer Canadian-Football-Spieler
- Tom Brown (Footballspieler, 1940) (* 1940), US-amerikanischer Baseballspieler und American-Football-Spieler
- Tom Brown (Baseballspieler, 1949) (* 1949), US-amerikanischer Baseballspieler
- Tom Brown (Fußballspieler, 1968) (* 1968), schottischer Fußballspieler
- Tommy Brown (Fußballspieler, 1879) (Thomas Brown; 1879–??), schottischer Fußballspieler
- Tommy Brown (Fußballspieler, 1896) (Thomas Henry Staunton Brown; 1896–1973), schottischer Fußballspieler
- Tommy Brown (Fußballspieler, 1897) (Thomas Walter Brown; 1897–??), englischer Fußballspieler
- Tommy Brown (Fußballspieler, 1906) (Thomas Francis Brown; 1906–??), englischer Fußballspieler
- Tommy Brown (Fußballspieler, 1921) (Thomas Law Brown; 1921–1966), schottischer Fußballspieler
- Tommy Brown (Fußballspieler, 1924) (Thomas Graham Brown; 1924–2005), schottischer Fußballspieler
- Tommy Brown (Baseballspieler) (Thomas Michael Brown; 1927–2025), US-amerikanischer Baseballspieler
- Tommy Brown (Fußballspieler, 1929) (Thomas Brown; 1929–1994), schottischer Fußballspieler
- Tommy Brown (Fußballspieler, 1930) (Thomas Hugh Brown; 1930–2018), englischer Fußballspieler
- Tommy Brown (Sänger) (Thomas A. Brown; 1931–2016), US-amerikanischer Sänger
- Tommy Brown (Seemann) (Thomas William Brown; 1926–1945), britischer Seemann
- Tommy Brown (Produzent) (Thomas Lee Brown; * 1986), US-amerikanischer Musikproduzent und Songwriter
- Tony Brown (Journalist) (William Anthony Brown; * 1933), US-amerikanischer Journalist und Moderator
- Tony Brown (Cricketspieler) (Anthony Stephen Brown; * 1936), englischer Cricketspieler und Manager
- Tony Brown (Rugbyspieler, 1936) (* 1936), australischer Rugby-League-Spieler
- Tony Brown (Dartspieler) (1945–2022), englischer Dartspieler
- Tony Brown (Fußballspieler, 1945) (Anthony Brown; * 1945), englischer Fußballspieler
- Tony Brown (Produzent) (* 1946), US-amerikanischer Musiker und Musikproduzent
- Tony Brown (Politiker) (James Anthony Brown; * 1950), Geschäftsmann und Politiker der Isle of Man
- Tony Brown (Künstler) (* 1952), britisch-kanadischer Bildhauer und Installationskünstler
- Tony Brown (Fußballspieler, 1958) (Anthony John Brown; * 1958), englischer Fußballspieler
- Tony Brown (Basketballspieler) (Anthony William Brown; * 1960), US-amerikanischer Basketballspieler
- Tony Brown (Schiedsrichter) (1967–2022), US-amerikanischer Basketballschiedsrichter
- Tony Brown (Footballspieler, 1970) (Anthony Lamar Brown; * 1970), US-amerikanischer American-Football-Spieler (Defensive Back, Houston Oilers)
- Tony Brown (Rugbyspieler, 1975) (Tony Eion Brown; * 1975), neuseeländischer Rugby-Union-Spieler
- Tony Brown (Footballspieler, 1977) (* 1977), australischer Australian-Football-Spieler
- Tony Brown (Footballspieler, 1980) (Robert Anthony Brown, Jr.; * 1980), US-amerikanischer American-Football-Spieler (Defensive Tackle, Tennessee Titans)
- Tony Brown (Footballspieler, 1995) (Tony M. Brown, Jr.; * 1995), US-amerikanischer American-Football-Spieler (Defensive Back, Alabama Crimson Tide)
- Travis Brown (* 1969), US-amerikanischer Radrennfahrer
- Tre Brown (* 1997), US-amerikanischer American-Football-Spieler
- Treg Brown (1899–1984), US-amerikanischer Filmeditor, Tontechniker und Filmtechniker
- Trent Brown (* 1993), US-amerikanischer American-Football-Spieler
- Trevor Brown (Tischtennisspieler) (* 1979), australischer Tischtennisspieler
- Trevor Brown (Musiker) (* 1993), US-amerikanischer Musiker
- Trisha Brown (1936–2017), US-amerikanische Choreografin und Tänzerin
- Troy Brown (Footballspieler) (* 1971), US-amerikanischer American-Football-Spieler
- Troy Brown (Basketballspieler, 1971) (* 1971), US-amerikanischer Basketballspieler
- Troy Brown (Fußballspieler) (Troy Anthony Fraser Brown; * 1990), walisischer Fußballspieler
- Troy Brown, Jr. (* 1999), US-amerikanischer Basketballspieler
- Txema Mazet-Brown (* 2006), neuseeländisch-britischer Snowboarder
- Tyler Jamal Brown, eigentlicher Name von Tyla Yaweh (* 1995), US-amerikanischer Sänger und Rapper
- Tyree Brown (* 2004), US-amerikanischer Kinderdarsteller
- Tyrone Brown (* 1940), US-amerikanischer Bassist und Komponist

### V
- Vanessa Brown (1928–1999), österreichische Schauspielerin
- Vernon Brown (1907–1979), US-amerikanischer Jazz-Posaunist
- Vernon J. Brown (1874–1964), US-amerikanischer Politiker
- Veronica Campbell-Brown (* 1982), jamaikanische Leichtathletin
- Vicki Brown (1940–1991), britische Sängerin
- Víctor Brown (1927–?), bolivianischer Fußballspieler
- Victoria Brown (Kanutin) (* 1950), britische Kanutin
- Victoria Brown (Wasserballspielerin) (* 1985), australische Wasserballspielerin
- Vincent Brown (* 1967), US-amerikanischer Historiker
- Violet Brown (1900–2017), jamaikanische Altersrekordlerin
- Virginia Brown (1940–2009), US-amerikanische Altphilologin
- Virginia Mae Brown (1923–1991), US-amerikanische Juristin und Regierungsbedienstete
- Vivian Brown (1941–1998), US-amerikanische Sprinterin
- VV Brown (Vanessa Brown; * 1983), britische Musikerin

### W
- W. Earl Brown (William Earl Brown; * 1963), US-amerikanischer Schauspieler
- Wally Brown (1904–1961), US-amerikanischer Schauspieler
- Walt Brown (1911–1951), US-amerikanischer Automobilrennfahrer
- Walter Brown (Mathematiker) (1886–1957), schottischer Mathematiker und Ingenieur
- Walter Brown (Fußballspieler) (1898–1954), nordirischer Fußballspieler
- Walter Brown (1911–1951), US-amerikanischer Automobilrennfahrer, siehe Walt Brown
- Walter Brown (Sänger) (1917–1956), US-amerikanischer Bluessänger
- Walter Brown (Kanute) (1925–2011), australischer Kanute
- Walter Brown (Schauspieler) (1927–2013), neuseeländischer Schauspieler
- Walter A. Brown (1905–1964), US-amerikanischer Sportfunktionär und Eishockeytrainer
- Walter Creighton Brown (1913–2002), US-amerikanischer Zoologe
- Walter Folger Brown (1869–1961), US-amerikanischer Politiker
- Walter Francis Brown (1853–1929), US-amerikanischer Maler und Illustrator
- Walter L. Brown (1924–2017), US-amerikanischer Physiker und Werkstoffwissenschaftler
- Warner Brown (* 2002), jamaikanischer Fußballspieler
- Warren Brown (* 1978), britischer Schauspieler
- Warwick Brown (* 1949), australischer Autorennfahrer
- Wayne Brown (Eishockeyspieler) (* 1930), kanadischer Eishockeyspieler
- Wayne Brown (Sportfunktionär), kanadischer Sportfunktionär
- Wayne Brown (Snookerspieler) (* 1969), englischer Snookerspieler
- Wayne Brown (Fußballspieler, Januar 1977) (* 1977), englischer Fußballtorhüter
- Wayne Brown (Fußballspieler, August 1977) (* 1977), englischer Fußballspieler
- Wayne Brown (Fußballspieler, 1988) (* 1988), englischer Fußballspieler
- Webster E. Brown (1851–1929), US-amerikanischer Politiker
- Wendell Brown, US-amerikanischer Informatiker, Unternehmer und Erfinder
- Wendy Brown (Sprinterin) (* 1950), neuseeländische Sprinterin
- Wendy Brown (Politikwissenschaftlerin) (* 1955), US-amerikanische Politologin
- Wendy Brown (Siebenkämpferin) (* 1966), US-amerikanische Siebenkämpferin und Dreispringerin
- Wes Brown (Musiker) (Wesley Brown), US-amerikanischer Jazzmusiker
- Wes Brown (Fußballspieler) (Wesley Michael Brown; * 1979), englischer Fußballspieler
- Wes Brown (Schauspieler) (James Wesley Brown; * 1982), US-amerikanischer Schauspieler
- Wesley Brown (Schriftsteller) (* 1945), US-amerikanischer Schriftsteller
- Wesley A. Brown (1927–2012), US-amerikanischer Offizier
- Wesley Ernest Brown (1907–2012), US-amerikanischer Richter
- Wilfred Brown, Baron Brown (1908–1985), britischer Politiker, Autor und Wirtschaftsmanager
- Willa Brown (1906–1992), US-amerikanische Pilotin, Lobbyistin, Lehrerin und Bürgerrechtlerin
- William Brown, 1. Baronet (of London) (um † 1720), britischer Adliger
- William Brown (Meuterer) († 1793), britischer Botaniker und Meuterer auf der Bounty
- William Brown, 3. Baronet (1764–1830), britischer Adliger
- William Brown (Admiral) (1777–1857), argentinischer Marineoffizier
- William Brown (Politiker, 1779) (1779–1833), US-amerikanischer Politiker (Kentucky)
- William Brown, 1. Baronet (of Richmond Hill) (1784–1864), britischer Adliger und Politiker
- William Brown (Bischof) (1796–1868), elsässisch-amerikanischer Geistlicher, Bischof der Kirche der Vereinigten Brüder in Christo
- William Brown (Politiker, 1809), schottisch-neuseeländischer Jurist, Kaufmann, Verleger, Superintendent und Politiker
- William Brown, 2. Baronet (1840–1906), britischer Adliger
- William Brown (Fußballspieler, I), englischer Fußballtorhüter
- William Brown (Fußballspieler, II), englischer Fußballspieler
- William Brown (Curler, 1876) (1876–1961), kanadischer Curler
- William Brown (britischer Curler), britischer Curler
- William Brown, Pseudonym von Ernst H. Richter (1900–1959), deutscher Schriftsteller
- William Brown (Fußballspieler, 1907) (1907–1976), englischer Fußballspieler
- William Brown (Politiker, 1920) (* 1920), australischer Politiker
- William Brown (Ingenieur) (1928–2005), britischer Tragwerksplaner
- William Brown (Fußballspieler, 1928) (* 1928), englischer Fußballspieler
- William Brown (Tennisspieler), irischer Tennisspieler
- William Andreas Brown (* 1930), US-amerikanischer Diplomat
- William C. Brown (1916–1999), US-amerikanischer Elektrotechniker
- William Earl Brown (* 1963), US-amerikanischer Schauspieler, siehe W. Earl Brown
- William Gay Brown senior (1800–1884), US-amerikanischer Politiker
- William Gay Brown junior (1856–1916), US-amerikanischer Politiker
- William H. Brown Jr. (1917–1982), US-amerikanischer Fernsehregisseur, Produzent und Komponist
- William Henry Brown (1899–1967), neuseeländischer Politiker
- William Hill Brown (1765–1793), US-amerikanischer Schriftsteller
- William J. Brown (Politiker, 1805) (William John Brown; 1805–1857), US-amerikanischer Politiker
- William J. Brown (Jurist) (William Joseph Brown; 1940–1999), US-amerikanischer Jurist und Politiker
- William Kellock Brown (1856–1934), schottischer Bildhauer
- William Louis Brown junior (1922–1997), US-amerikanischer Entomologe
- William Laurence Brown (1755–1830), schottischer Theologe
- William Lyon Brown (1907–1971), britischer Schauspieler
- William M. Brown (1850–1915), US-amerikanischer Politiker
- William R. Brown (1840–1916), US-amerikanischer Politiker
- William Robson Brown (1900–1975), US-amerikanischer Politiker
- William Slater Brown (1896–1997), US-amerikanischer Schriftsteller
- William Wallace Brown (1836–1926), US-amerikanischer Politiker
- William Wells Brown (1814–1884), US-amerikanischer Autor und Abolitionist
- Willie Brown (Musiker) (1900–1952), US-amerikanischer Bluesmusiker
- Willie Brown (Politiker) (Willie Lewis Brown Jr.; * 1934), US-amerikanischer Politiker
- Willie Brown (Footballspieler) (1940–2019), US-amerikanischer American-Football-Spieler und -Trainer
- Wilson Brown (Politiker) (1804–1855), US-amerikanischer Politiker
- Wilson Brown (Admiral) (1882–1957), US-amerikanischer Marineoffizier
- Winthrop G. Brown (1907–1987), US-amerikanischer Diplomat

### Y
- YolanDa Brown (* 1982), britische Jazzmusikerin
- Yvette Nicole Brown (* 1971), US-amerikanische Schauspielerin

### Z
- Zach Brown (* 1989), US-amerikanischer American-Football-Spieler

### Kunstfiguren
- Charlie Brown, eine Comic-Figur aus „Die Peanuts“, siehe Die Peanuts #Charlie Brown
- Stephanie Brown, richtiger Name von Spoiler (Comicfigur)
- Lavender Brown, Romanfigur, siehe Figuren der Harry-Potter-Romane #Lavender Brown
- Dr. Emmett Lathrop Brown, siehe Zurück in die Zukunft